# Регистрационные знаки транспортных средств в СССР
Регистрационные номерные знаки применялись в СССР (1920—1991), странах СНГ (1991—1994) для регистрации автомобилей, мотоциклов, грузовой, специальной, строительной техники и вооружения, прицепов, мопедов. Регистрационный знак транспортного средства представляет собой специальный символический знак (№), изготовленный (нанесённый) на металлические (или из другого материала) пластины (формы). Устанавливались на передней и задней частях техники (на прицепы и мотоциклы — только сзади).

## История
Первые попытки провести учёт транспорта, ездящего по улицам городов, предприняли ещё в XIX веке. Сделано это было не столько для учёта, сколько для предотвращения уклонения владельцами гужевых повозок от уплаты обязательной пошлины. Где-то с середины XIX века каждый извозчик и его повозка обязаны были иметь регистрационный номер и менять его каждый год, новый номер выдавался только после уплаты в казну пошлины. С 90-х годов XIX века, после опубликования разрешения о допуске велосипедистов к дорожному движению, обязательной регистрации подверглись и велосипеды, а с появлением первых автомобилей — и они.
Никакого стандарта на регистрационные номера не было — в каждом городе табличка имела свои формы и цвет, более того, цвет фона мог меняться год от года в одном городе. На табличках обязательно должен был содержаться регистрационный номер (исключительно числовое значение), а также чаще всего писали название города, год выдачи и вид транспортного средства, прочая информация — по желанию местных властей. Автомобильные знаки, как появившиеся позже всех, по внешнему виду были схожи с велосипедными, только увеличены в 5—8 раз. Штатных креплений на транспортных средствах того времени предусмотрено не было, поэтому в регистрационном знаке сверлилось два отверстия, а сам знак чаще всего подвешивался на верёвках.
В 1920 году была предпринята первая попытка стандартизировать автомобильные номера. 13 июня 1920 года был опубликован декрет «О номерных знаках», он предписывал устанавливать передний номерной знак на левом крыле автомобиля, а задний — на кузове или особой стойке не выше аршина (71 см) от земли. В 1927 стандартизация продолжилась с введением «Правил всесоюзного учёта автомобилей и мотоциклов». В этих правилах чётко были прописаны форма знака, его размеры (передний, задний и мотоциклетный), цвет и высота цифр, а также ширина штриха символов; цвет фона знака продолжал меняться ежегодно.
Данные изменения не коснулись регистрационных знаков извозчиков и велосипедов, их форма и цветовая гамма продолжали оставаться различной до конца существования номеров этих видов (извозчиков — примерно до 1930-х годов, велосипедов — до указа об отмене регистрации велосипедов, примерно 1970 год).
К началу 1930-х годов количество автомобилей и мотоциклов на дорогах крупных городов заметно возросло, участились поездки на «моторе» из одного города в другой. Чтобы провести полный учёт авто- и мототехники по всей стране, в 1931 году был разработан и введён в действие единый стандарт номерных знаков для автомобилей и мотоциклов.

### 1931—1946 годы
В течение 1930-х годов формат номера несколько раз менялся.
Формат первого советского номера, введённого в 1931 году, был «буква — две цифры — две цифры» чёрными символами на белом фоне. Данными номерами надлежало регистрировать автомобили и мотоциклы, мотоциклетные знаки отличались от автомобильных лишь размером. Каждому транспортному средству выдавалось по 2 номерных знака: на автомобилях их нужно было крепить спереди и сзади, а на мотоциклах задний знак крепился перпендикулярно заднему крылу, передний — вдоль переднего крыла. Тогда же появились номера для пробных поездок — у них сверху наносилась надпись «проба», а первая пара цифр между дефисами отсутствовала. Данный формат имел два главных недостатка. Во-первых, буква не имела мнемонического значения, то есть, выдавалась по порядку, независимо от того, на какую букву начиналось название субъекта. А во-вторых, одна буква могла принадлежать двум малонаселённым регионам, и наоборот, крупный регион мог иметь несколько букв. Просуществовал данный формат до 1934 года.
23 ноября 1933 года был утверждён новый формат номерных знаков: буква была сменена на цифру, а под цифрами прописью наносилось название региона приписки, называемого в то время «Дортрансом». Вначале Дортрансов в ЦУДорТрансе было 45 (по числу регионов), затем, по мере изменения административно-территориального деления, их число было увеличено до 52. Номера предыдущего формата предписывалось сменить в обязательном порядке в срок до 1 июля 1934 года. Формат номеров был нестрогим, то есть количество цифр не обязательно должно было равняться пяти, а название региона могло состоять максимум из восьми букв (не считая точки и тире), а потому чаще всего писалось сокращённо. В некоторых регионах цифры и название дортранса разделялись горизонтальной чертой. Пробные и транзитные номера также остались, у них вместо региона прописки стояла надпись «транзит» или «проба». Эти номера были оформлены в обычной в общегражданской цветовой гамме, но встречались «пробные» номера в инверсной гамме. В данном формате впервые появились дипломатические номера: от общегражданских их отличало наличие букв ДК над цифрами.
В конце 1936 года формат номеров снова изменился и довольно сильно: в начале номера писался двухбуквенный индекс региона приписки, за которыми следовали две пары цифр, разделённые дефисом. В индексе региона могли использоваться любые буквы русского алфавита, кроме «Ё», «Й», «Ъ», «Ы» и «Ь». Тогда же появились 2 типоразмера номеров: линейный (однорядный) — для установки спереди, и квадратный (двухрядный) — для установки сзади транспортного средства (мотоциклетные знаки были такими же, как автомобильные, отличались лишь уменьшенными габаритными размерами); такое разделение типоразмеров просуществовало вплоть до 1994 года. Пробные и транзитные номера также остались, в них вместо индекса региона в два ряда писалось слово «транзит», под которым располагался цифровой код завода.
Где-то с конца 1930-х годов параллельно текущему формату выдавались номера так называемого «уменьшенного» формата: пластина имела меньшие размеры, применялся более узкий и убористый шрифт, а размер букв индекса региона стал меньше размера цифр и сместился к левому верхнему углу. Тогда же был разработан отдельный формат для прицепов, но выдано их было крайне немного. Впоследствии именно этот формат стал основой при следующей смене стандарта номерных знаков.
Незадолго до 1941 года вся военная техника получила номера формата, отличного от общегражданского: «буква — цифра — две цифры — две цифры». При этом номерные знаки в виде физических табличек отсутствовали — номер просто наносился краской на кабине и/или кузове. Никакой системы в военных номерах не было. Более того, существует ряд документальных подтверждений нарушения вида номеров (произвольная расстановка дефисов, пририсовывание звёзд или якорей) и даже формата (от четырёх до шести цифр, четыре цифры часто были у мотоциклов, но были и исключения).
Изменились в этом формате и дипломатические знаки. За основу был взят «уменьшенный формат», только вместо первой пары цифр была всего одна, а в правом верхнем углу помещалась крупная буква Д.
|                                                        |                                          |                                                            |                                                          |                                                  |
| Первый единый автомобильный номер СССР 1931—1934 годов | Автомобильный номер СССР 1934—1936 годов | Автомобильный номер СССР образца 1936—1946 годов, передний | Автомобильный номер СССР образца 1936—1946 годов, задний | Военные автомобильные знаки СССР 1940—1960 годов |

### 1946—1959 годы
После Великой Отечественной войны в автотранспорте царил хаос: существовали машины с утерянными документами, «мобилизованные» машины, трофейная техника, автомобили, перерегистрированные оккупационными властями. Всё это необходимо было учесть и привести в порядок, для чего в 1946 году началась обязательная замена прежних номерных знаков на новые.
В новых номерах за основу был взят предыдущий «уменьшенный» формат, изменились лишь цветовая гамма — теперь фон номера стал светло-оранжевым, а цвет букв и цифр — чёрный. Изменились номера для транспорта представителей дипмиссий, от общегражданских они отличались только более кратким форматом: «д цифра — две цифры» (на задних номерах «д» — в верхнем ряду, цифры — в нижнем). Появились и номера для грузовых прицепов (прицепы, несмотря на введение отдельного номера, до этого не регистрировались — на них чаще всего перевешивался задний знак грузовика), от заднего общегражданского номера они отличались наличием надписи «прицеп» рядом с индексом региона.

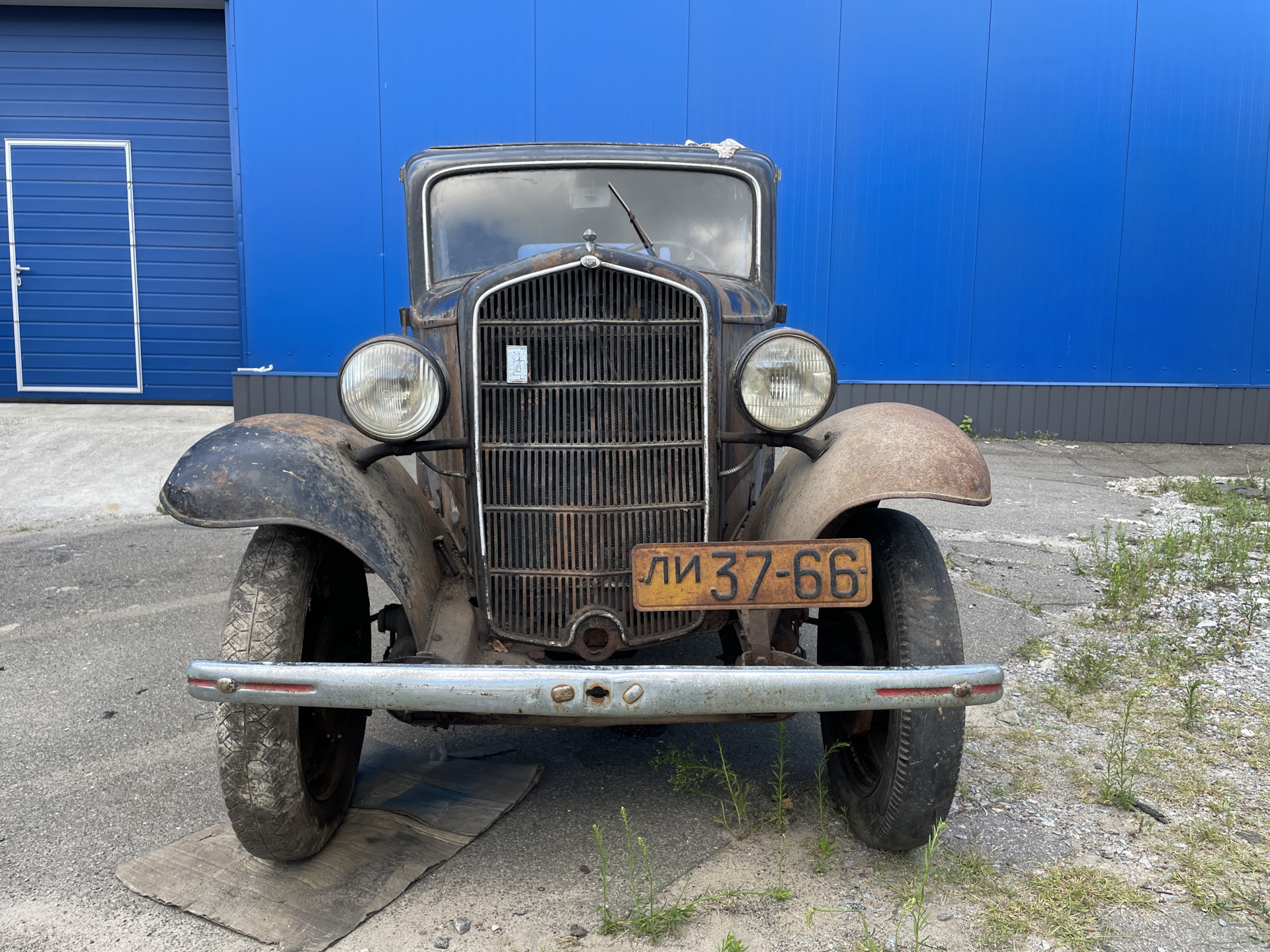
Трофейный Opel P4 с номерными знаками 1950-х годов

Существовали в то время и номера в иной цветовой гамме — «чёрный фон, белые символы», такие номера присваивались служебным и личным легковым машинам. Позже такую цветовую гамму начали иметь и дипломатические номера.
Данным стандартом не предусматривались пробные и транзитные номерные знаки. В качестве «пробных» знаков выступали обыкновенные номерные знаки автостроительных регионов, чаще всего для них резервировались номера с первой парой цифр «00» или «01», транзитные знаки выпускались в произвольной форме на бумаге.
Также, в 1946 году были отменены передние знаки для мотоциклов. В предыдущие годы все мотоциклы, как и автомобили, должны были иметь оба номера, передний номер был линейного типоразмера (1931 и 1936 года) и крепился на переднее крыло вдоль его оси.
С 1940-х годов крупным предприятиям и автозаводам было позволено иметь регистрационные знаки собственного образца, ими регистрировался внутренний транспорт, не выезжающий за пределы территории автозавода. На некоторых предприятиях вид номеров менялся в соответствии с действующим стандартом, на иных же оставался неизменным. Например, внутренний транспорт автозавода «ВАЗ» в 1980-е годы регистрировался номерами советского стандарта, но три последние буквы были обязательно «ВАЗ». Данные номера сохраняются на некоторых современных автозаводах и по сей день.
С 1957 года, в преддверии Московского фестиваля молодёжи и студентов, была введена специальная серия номеров ЖМ для иностранных журналистов, аккредитованных в Москве.Знаки были обычного стандарта, но, как и все московские легковые номера, отличались от жёлтых знаков остальной страны цветом - чёрный фон, белый текст. С 1956 года на московских легковушках в дополнение к заднему номеру начали выдавать ещё и передний номер, поэтому и у зарубежных акул пера и фотоаппарата с самого начала было два номера на машинах.

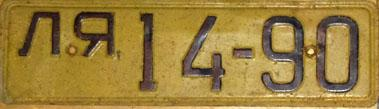
Автомобильный номер СССР образца 1946—1959 годов, передний
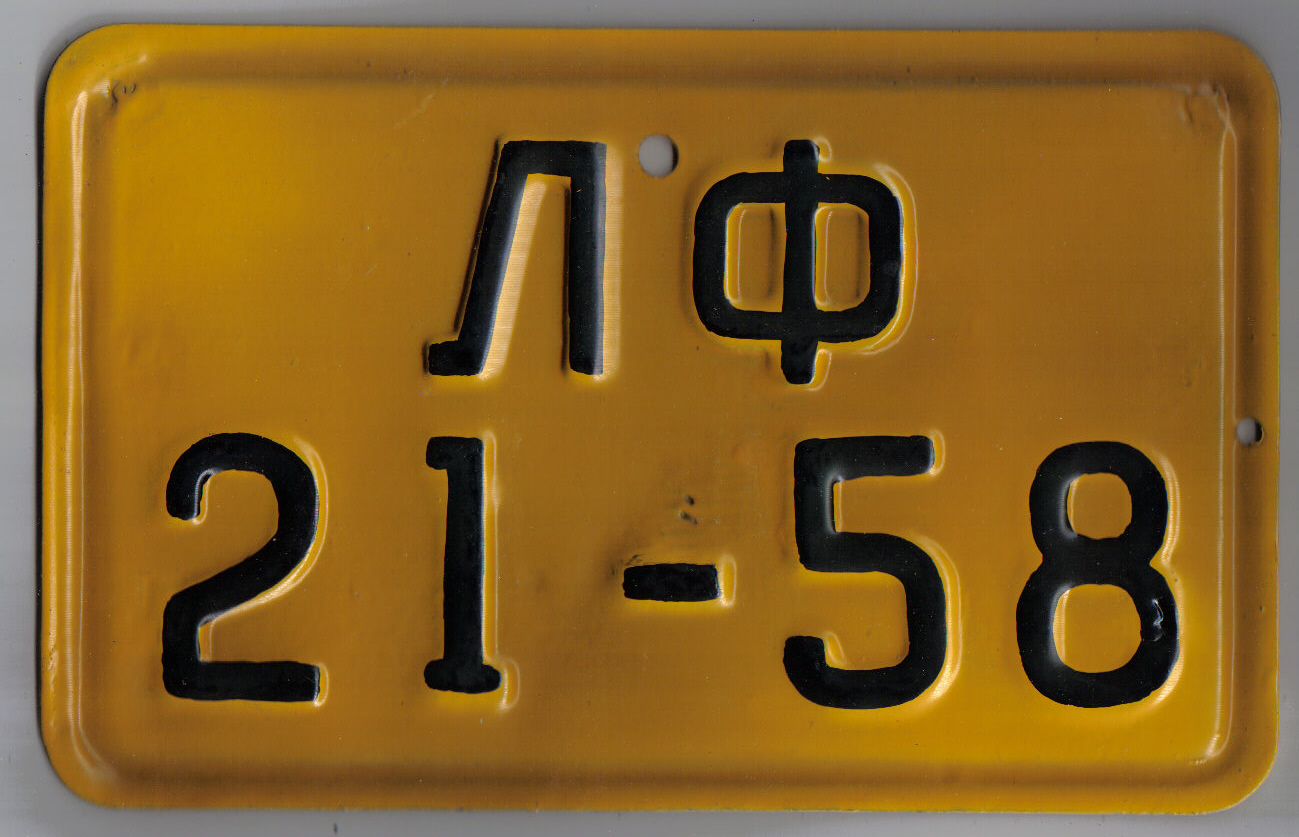
Автомобильный номер СССР образца 1946—1959 годов, задний
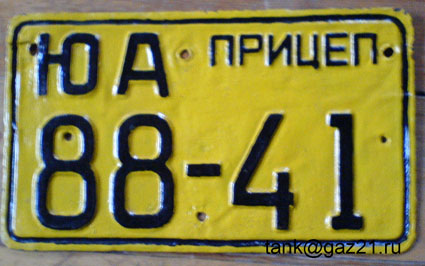
Автомобильный номер СССР образца 1946—1959 годов, прицепной

### 1959—1980 годы
В 1958 году прошла очередная реформа по смене формата регистрационных знаков в Советском Союзе. Теперь номер автомобилей и мотоциклов стал иметь формат «две цифры — две цифры три буквы», где буквами кодировался регион приписки автомобиля (первые две буквы — код региона, третья — переменная); цветовая гамма номера вновь была выбрана «чёрный фон, белые символы». В номерах автомобильных прицепов, как в предыдущем формате, оставили лишь две буквы с надписью «прицеп». При введении третьей буквы практически удалось осуществить мнемонический принцип индексации регионов, который из-за нехватки букв приходилось нарушать в обоих предыдущих форматах. С 1959 года данные номера заменили номера образца 1946—1959 годов.
В начале 1960-х годов были введены новые знаки для военной техники, остававшиеся до этого неизменными с 1940 года. Формат номера совпадал с гражданским, но «регион» индексировался лишь двумя буквами. В отличие от предыдущего формата, где буквы и цифры не обозначали ничего, в новом формате буквы имели свою привязку, однако привязка осуществлялась к частям и соединениям ВС СССР, а поэтому военная индексация не совпадала с гражданской.
В 1965 году были введены два новых типа номеров: для тракторов и тракторных прицепов, до этого трактора регистрировались мотоциклетными номерами и в добровольном порядке, а тракторные прицепы не подлежали регистрации. Цветовая гамма этих номеров была выбрана как у номеров предыдущего стандарта, формат совпадал с форматом автомобильных прицепов, но вместо слова «прицеп» писались сокращения «тр-р» для тракторов и «пр-п» для тракторных прицепов. Иногда встречались тракторные номера в цветовой гамме «чёрный фон, белые символы». Такими номерами изначально надлежало регистрировать трактора, принадлежащие вооружённым силам, однако на деле такие номера выдавались и гражданским тракторам, а на военные трактора вешали обычный задний двухрядный номер.
В связи с возросшим рынком автомобилей и возрастающим спросом купли-продажи автомобилей из разных регионов, в дополнение к длительному металлическому транзитному знаку был введён новый вид номерного знака — разовый транзитный номерной знак, изготавливаемый на бумажной основе. При снятии с учёта, на автомобиль выдавалось два таких знака, которые следовало крепить с внутренней стороны автомобиля на лобовое и заднее стёкла. Сверху номера писались слова «транзит» и «передний номер» либо «задний номер», вторым рядом шёл трёхбуквенный код региона (для военной техники — двухбуквенный), третьим рядом — четыре цифры. Формат длительного (металлического) транзитного номера совпадал с автомобильным, но код региона содержал лишь две буквы, под которыми располагалось слово «транзит». Формат был одинаков как для гражданской, так и для военной техники.
Свой формат получили номера автотранспорта дипмиссий и иностранных резидентов. Чтобы номер сразу выделялся, цветовую гамму номера сделали инверсной по отношению к общегражданским номерам. Изначально номерной знак для дипломатических представителей выглядел как стандарт 1946 года, только буква «д» была перенесена из начала номера в конец (и соответственно из верхнего ряда в нижний на квадратных номерных знаках). Начиная примерно с 1967 года, был введён единый стандарт номера для иностранных граждан и дипломатических представителей: «буква — две цифры — три цифры», где буква «D» для сотрудников дипломатических представителей, «K» — для корреспондентов, «М» — для торговых представителей. В 1970—1972 году формат для торговых представителей был изменён на «мЦЦ ЦЦ-ЦЦ», где «м» — буква М, Ц — цифра; первые две цифры — условный код страны.
В эти же годы на основе автомобильного номера стали выпускаться ещё несколько разновидностей номеров, где вместо индекса региона наносились надписи «проба», «полигон», «спорт» или «милиция». У знаков «полигон» и «спорт» в начале номера стояла только одна цифра. Предназначались такие номера, соответственно, для автомобилей, осуществляющих пробную поездку в условиях реального движения; автомобилей, испытываемых на специальных автополигонах; для автомобилей, участвующих в ралли и мотоциклов МВД. На всех таких номерах надпись, в отличие от цифр, чаще всего рисовалась краской, а не выштамповывалась. Номера «проба» закреплялись не за конкретным опытным автомобилем (который не ставился на учёт обычным образом), а за автозаводом, который мог перевешивать их с машины на машину по своему усмотрению. Таким образом, один и тот же номер мог в разное время висеть на разных прототипах и наоборот — один и тот же прототип в разные периоды испытаний мог иметь разные номера «проба». Первые три номера просуществовали до введения следующего стандарта, а мотоциклам МВД вскоре начали выдавать обычные номера.
Начиная с этого стандарта появились такие понятия как «выездная серия» и «подменный выездной номер», для краткосрочных выездов за границу на автомобиле. В качестве выездных серий выступали как специально зарезервированные буквосочетания, где кириллические буквы совпадали по начертанию с латинскими, так и действующий индекс региона, где опять же начертания букв совпадали. Выездные серии чаще всего были либо общесоюзные, либо общереспубликанские (были и исключения — например, серии «АВО» и «АВТ» были закреплены за Всесоюзным объединением «Автоэкспорт» и использовались для спортивных автомобилей, участвующих в международных соревнованиях). Для выезда за границу необходимо было получить в ГАИ подменный номер, то есть номер с выездной серией (кроме случаев, когда в «родном» номере отсутствовали специфические кириллические знаки). По возвращении из-за границы, подменный номер в обязательном порядке сдавался обратно в ГАИ, и владельцу возвращался его прежний номер.
Поначалу менять номера стандарта 1946 на новый формат было необязательно, но в 1967 году был издан указ об обязательной замене номерных знаков. Несмотря на изданное распоряжение, граждане особо не спешили с заменой номеров, а ГАИ, в свою очередь, сильно не настаивала на этом. В 1970 году, к 100-летию со дня рождения В. И. Ленина, в этом деле решили навести порядок, чем был создан ажиотаж в пунктах регистрации ГАИ. Одним из следствий этого ажиотажа явилось решение о прекращении регистрации в ГАИ мопедов и велосипедов. До этого мопеды регистрировались действующим «задним» форматом с уменьшенным размером регистрационного знака, а формат регистрационного знака для велотранспорта каждый город устанавливал свой, с обязательной ежегодной перерегистрацией.
|                                                      |                                                                               |                                                      |                                                                |                                                              |                                  |                                           |                                                  |                                                |
| Передний автомобильный номерной знак 1959—1980 годов | Задний автомобильный и мотоциклетный и мопедный номерной знак 1959—1980 годов | Номерной знак автомобильных прицепов 1959—1980 годов | Военный автомобильный номерной знак (передний) 1959—1994 годов | Военный автомобильный номерной знак (задний) 1959—1994 годов | Тракторный номер 1965—1980 годов | Номер тракторных прицепов 1965—1980 годов | Дипломатический номер (передний) 1967—1980 годов | Дипломатический номер (задний) 1967—1980 годов |

### 1980—1994 годы
В 1980 году, в преддверии московских Олимпийских игр, была проведена очередная реформа формата номеров. Этот стандарт был разработан в 1977 году. Цветовая гамма снова была инвертирована — номера стали писаться чёрными символами на белом фоне, появились два основных формата номеров: для личных автотранспортных средств и для государственных машин. Формат государственных номеров остался как в предыдущем стандарте, только между парами цифр исчез дефис, а размеры цифр и букв сравнялись; в личных номерах переменная буква была вынесена перед цифрами и уменьшена в размерах. В качестве заднего номерного знака грузовых автомобилей, автобусов, а также мотоциклов применялся квадратный (двухрядный) вариант «государственного стандарта»; номера государственного легкового транспорта (служебные автомобили, такси, милиция, санитарный транспорт) стали однострочными. Номера частного стандарта изначально имели только линейное исполнение, но в 1992 году было внесено дополнение в ГОСТ, позволяющее изготавливать двухрядные задние номера частного стандарта (формат: в верхней строке — три буквы, из которых первая — маленькая, в нижней — четыре цифры). В 1989 году были введены номера для служебных автомобилей предприятий и организаций (в том числе аварийных служб, неотложной помощи и т. д.); отличались они тем, что три буквы ставились перед четырьмя цифрами.
Данный стандарт наложил дополнительные ограничение на используемые буквы: помимо пяти букв, не используемых с 1936 года, рекомендовалось без особой надобности не использовать букву «Щ». Однако данную букву продолжали использовать в сериях номеров тракторов и тракторных прицепов, а также в автомобильной серии КЩ; в других автомобильных сериях, а также в качестве переменной буквы, «Щ» не употреблялась за исключением московской серии щ…МО. Данное требование также не распространялось на военные номера, которые по сути являлись номерами прежнего стандарта.
У номеров образца 1977 года со временем менялось начертание отдельных букв и цифр. Так, цифры 6 и 9 изначально имели прямые «хвостики», затем они стали закруглёнными; ноль вначале был более прямой, позднее стал более «яйцеобразным». На номерах Красноярского края у большой буквы «Э» все выступы были одинаковой длины, позднее верхний и нижний выступы удлинили и закруглили, а центральный оставили без изменений. В целом, поздние номера имели буквы и цифры, выполненные более жирным шрифтом.
По образцу номеров государственных автомашин начали выдавать номера автомобилям и снегоходам на архипелаге Шпицберген. На номерах использовался нестандартный шрифт и буквосочетание «АРБ».
Как и раньше, были оставлены особые номера для автотранспорта вооружённых сил, прицепов, тракторов, а также представителей дипмиссий и иностранных резидентов. Формат «военных» номеров поначалу остался неизменным с 1959 года, таким образом, номера автотранспорта, принадлежавшего вооружённым силам СССР, стали резко выделяться на общем фоне. В конце 1980-х — начале 1990-х был разработан обновлённый вид военных номерных знаков: цветовая гамма и формат остались прежними, а внешний вид был приведён к гражданским номерам. Однако военные части не спешили с заменой старых номеров на новые, а в 1994 году уже был введён в действие современный российский стандарт, в том числе и для военных номеров. Таким образом, модернизированных военных номеров по стране было выдано очень немного.
Формат номеров прицепов и тракторов изменился: цветовая гамма была приведена к общегражданскому виду, форма — квадрат с обрезанными нижними (автоприцепы, трактора) или верхними (прицепы спецтехники) углами, формат — «две цифры две цифры две буквы» для обрезанных снизу и «две буквы две цифры две цифры» для обрезанных сверху. Буквы на прицепных и тракторных номерах зачастую не имели той привязки к регионам, какая была на обычных номерах: например, серия «КЭ», которая была закреплена на обычных номерах за Красноярским краем, значилась за Курганской областью, а самому Красноярскому краю, в частности, принадлежала серия «ЦЦ».
Формат номеров представителей дипломатических миссий и иностранных резидентов также претерпел изменения — номер стал иметь формат «буква три цифры три цифры» (для личного автотранспорта посла применялся особый формат: «CMD три цифры цифра»; CMD означало chef de la mission diplomatique (фр.) — глава дипломатической миссии). Кроме того, номера разделились по цвету: номера автомобилей дипломатических миссий стали иметь красный фон и белые символы, а для всех остальных иностранных резидентов — светло-оранжевый фон и чёрные символы. Первые три цифры обозначали либо условный номер страны (все «красные» номера и «жёлтые» серий К и М, диапазон номеров: 001—130), либо код региона регистрации («жёлтые» номера серий Н и Р, от 501 и далее); все коды указаны в нижеприведённой таблице. Буква (серия) в номерах означала следующее: D — машина сотрудника посольства с дипломатическим статусом, Т — машина сотрудника административно-технического персонала посольства, К — машина иностранного корреспондента, М — машина торгового представителя иностранной фирмы, Н — машина иностранного гражданина, Р — машина, предназначенная для экспорта из СССР. Существовали также мотоциклетные и прицепные номера техники, зарегистрированной на иностранцев, формат номеров был точно такой же, как и для вышеперечисленной техники советских граждан, но выполнялись они на светло-оранжевом фоне.
В начале 1990-х годов из-за отсутствия в ГАИ отдельных регионов нужных регистрационных знаков стали нередки случаи регистрации одного вида ТС номерами, предназначенными для другого вида ТС. Так, автоприцепы легкового транспорта регистрировались номерами тракторных прицепов или мотоциклов, на мотоциклы, в свою очередь, могли быть выданы номера автоприцепов, государственными номерами регистрировали личные автомобили, линейные номера прицепляли вместо квадратных. Кроме того, начиная с 1989 года ГАИ официально разрешила навсегда оставлять себе подменный номер, что вызвало появление автомобилей с одним индексом регистрации, принадлежавших разным регионам. Прекратить этот хаос помогло лишь введение нового стандарта номеров.
После ввода в действие номеров данного стандарта замена номеров предыдущего стандарта не требовалась.
По состоянию на апрель 2025 года на дорогах России по-прежнему встречались автомобили с номерным знаком такого стандарта.
| | |                                              |                                  |                                           |                                                                                |                                                                       |                                                                                           |
| Автомобильные номера 1980—1994 годов (сверху вниз): личного транспорта, государственного транспорта, спецтранспорта | Задний автомобильный номер государственного автотранспорта (сверху) и мотоциклетный номер (снизу) 1980—1994 годов | Номер автомобильного прицепа 1980—1994 годов | Тракторный номер 1980—1994 годов | Номер тракторного прицепа 1980—1994 годов | Автомобильные номера иностранных резидентов и экспортных машин 1980—1994 годов | Автомобильные номера дипломатических представительств 1980—1994 годов | Номера яХБ, передний и задний, для японских автомобилей, Хабаровский край, 1992—1994 годы |

### Дальнейшая история

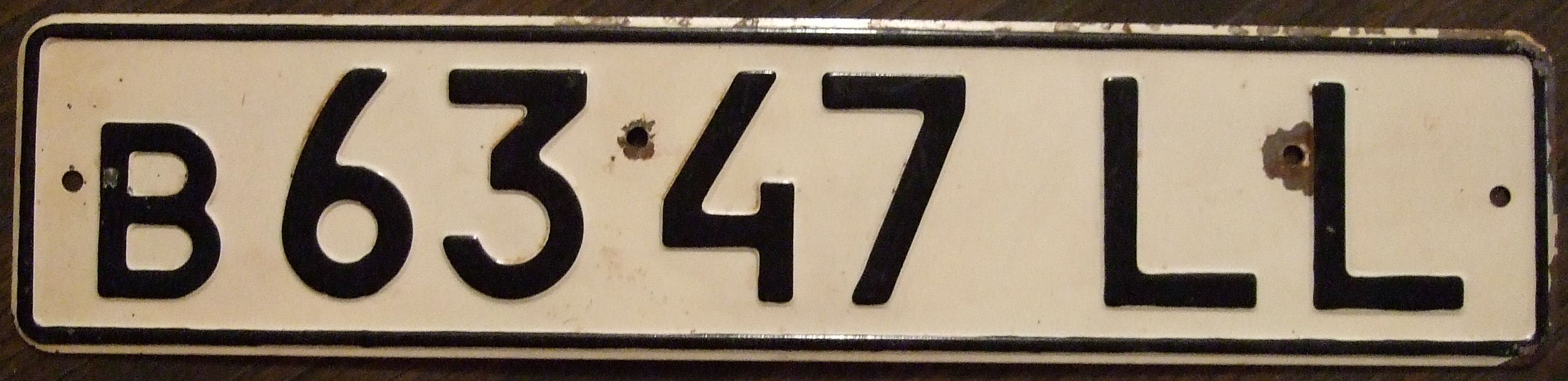
Автомобильный номер Литвы переходного периода

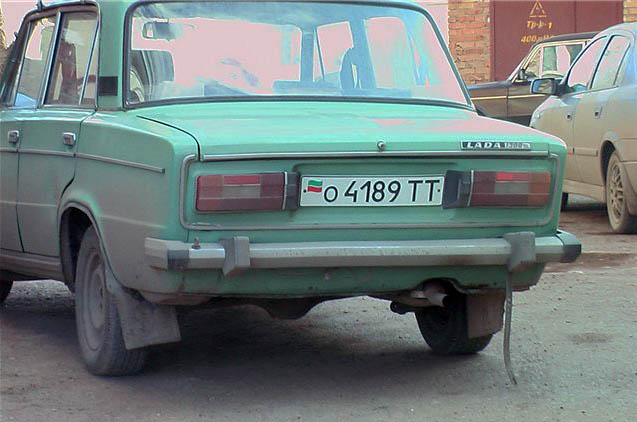
Автомобильный номер республики Татарстан переходного периода

Начиная с 1990 года на территориях некоторых бывших советских республик применялись номера советского образца с «национальным колоритом». Например, на Украине в номерах начала присутствовать буква «I», а в Латвии, Литве и Киргизии, кириллические буквы были заменены латиницей. В Казахстане с 1993 года в принудительном порядке были заменены все черные и белые номера, выпущенные при СССР, также новый номер имел латинские буквы в номерном знаке. Свои «национальные» номерные знаки появились даже в Татарстане и в Чечне.
В Российской Федерации замена номерных знаков советского образца на номерные знаки стандарта России образца 1993 года началась с 1994 года, при этом не требовалось в обязательном порядке менять регистрационный знак СССР на новый российский номерной знак (однако при совершении регистрационных действий в ГИБДД советские номера подлежат замене на современные), к тому же во многих регионах советские номерные знаки образца 1980 года и современные российские номера 1994 года первое время выдавались параллельно. Таким образом, на территории бывшего СССР (преимущественно в России, Белоруссии и на Украине) на автомашинах по сей день можно встретить номера образца 1980 года, а иногда — и 1959 года. В ряде стран бывшего СССР (Прибалтийские государства, Молдавия) такие номера являются недействительными и встречаются лишь на неиспользуемой технике, в других же действуют до сих пор.
Советский период оставил заметный след в автономерах. Так, в большинстве бывших советских республик (Армения, Грузия, Казахстан, Киргизия, Литва, Россия, Узбекистан, Украина, Таджикистан, Эстония) военные номера имеют чёрный фон, дипломатические — красный (Азербайджан, Армения, Белоруссия, Грузия, Казахстан, Киргизия, Латвия, Россия, Таджикистан), а номера нерезидентов — светло-оранжевый (везде, где были или есть такой вид номеров). Кодировка государств на дипломатических номерах России практически полностью заимствована из советского периода, а в Казахстане вплоть до 2012 года действовала кодировка регионов на «жёлтых» номерах. Прицепные и мотоциклетные номера в республике Армения сохраняли советский стандарт до 2010 года, а в Туркмении — до 2012—2013 годов; трактора и тракторные прицепы Узбекистана начали регистрироваться собственными номерами только с февраля—марта 2015 года. Номера Монголии выполняются по образцу советских номеров государственных автомобилей последнего стандарта.

## Индекс региона регистрации

### Гражданский транспорт
Расшифровка буквенных и цифровых индексов, применявшихся в СССР и на постсоветском пространстве, на гражданских номерных знаках образцов 1934 года, 1936 года (ГОСТ 3207-36), 1946 года (ГОСТ 3207-46), 1959 года (ГОСТ 3207-58) и 1980 года (ГОСТ 3207-77).
| Серии государственных регистрационных знаков СССР                                                           | Серии государственных регистрационных знаков СССР             | Серии государственных регистрационных знаков СССР             | Серии государственных регистрационных знаков СССР                  | Серии государственных регистрационных знаков СССР                      | Серии государственных регистрационных знаков СССР             | Серии государственных регистрационных знаков СССР              | Серии государственных регистрационных знаков СССР                                      | Серии государственных регистрационных знаков СССР | Серии государственных регистрационных знаков СССР | Серии государственных регистрационных знаков СССР             | Серии государственных регистрационных знаков СССР             | Серии государственных регистрационных знаков СССР             |
| Субъект СССР                                                                                                | 1934 год                                                      | 1936 год                                                      | 1946 год                                                           | 1959 год                                                               | 1959 год                                                      | 1959 год                                                       | 1959 год                                                                               | 1980 год | 1980 год | 1980 год                                                      | 1980 год                                                      | 1980 год                                                      |
| Субъект СССР                                                                                                | 1934 год                                                      | 1936 год                                                      | 1946 год                                                           | Автомобили                                                             | Прицепы                                                       | Трактора                                                       | Прицепы                                                                                | Автомобили | Прицепы | Трактора                                                      | Прицепы                                                       | Иностранцы                                                    |
| Российская Советская Федеративная Социалистическая Республика                                               | Российская Советская Федеративная Социалистическая Республика | Российская Советская Федеративная Социалистическая Республика | Российская Советская Федеративная Социалистическая Республика      | Российская Советская Федеративная Социалистическая Республика          | Российская Советская Федеративная Социалистическая Республика | Российская Советская Федеративная Социалистическая Республика  | Российская Советская Федеративная Социалистическая Республика                          | Российская Советская Федеративная Социалистическая Республика | Российская Советская Федеративная Социалистическая Республика | Российская Советская Федеративная Социалистическая Республика | Российская Советская Федеративная Социалистическая Республика | Российская Советская Федеративная Социалистическая Республика |
| Адыгейская АО С 1990 года                                                                                   | -                                                             | -                                                             | -                                                                  | -                                                                      | -                                                             | -                                                              | -                                                                                      | АФ | - | ЖА                                                            | -                                                             | 696                                                           |
| Азово-Черноморский край 10.01.1934—13.09.1937                                                               | АЗОВ-ЧЕР                                                      | АЧ                                                            | -                                                                  | -                                                                      | -                                                             | -                                                              | -                                                                                      | - | - | -                                                             | -                                                             | -                                                             |
| Алтайский край                                                                                              | -                                                             | АЛ, АН, АО, АП, ЭА                                            | АА…АГ, АЦ, ВШ, ВЯ, НЩ, НЭ, НЮ, НЦ                                  | АЛ, АБ                                                                 | АА, АЛ, АБ                                                    | АВ, АЕ, АЦ, АЮ, НЩ                                             | АБ, АВ, АГ, АЦ                                                                         | АБ, АЛ | АА, АБ, АЛ, АЧ, БЭ, (БЮ) | АО, АШ, АЭ, АЮ, ЗЯ, ШЩ                                        | АА, АЕ, АЛ, АУ, АЭ, ЗЯ                                        | 542                                                           |
| Амурская область                                                                                            | -                                                             | -                                                             | АС, АТ, ДВ, ЖЯ                                                     | АМ                                                                     | АМ, АФ                                                        | АА, АМ                                                         | АА, АБ, АМ                                                                             | АМ | АМ, АФ, АЭ | АМ, АТ                                                        | АТ                                                            | 548                                                           |
| Арзамасская область 07.01.1954—23.04.1957                                                                   | -                                                             | -                                                             | ОП                                                                 | -                                                                      | -                                                             | -                                                              | -                                                                                      | - | - | -                                                             | -                                                             | -                                                             |
| Архангельская область                                                                                       | -                                                             | СР                                                            | АД, АЕ, АЖ                                                         | АХ                                                                     | АХ, (АГ)                                                      | АБ, АР, АХ                                                     | -                                                                                      | АХ | АХ, АГ | АР, АД                                                        | АД                                                            | 549                                                           |
| Астраханская область                                                                                        | -                                                             | КЦ                                                            | АЗ, АИ                                                             | АС                                                                     | АД, АС                                                        | -                                                              | -                                                                                      | АС | АД, АС | -                                                             | -                                                             | 550                                                           |
| Балашовская область 06.01.1954—19.11.1957                                                                   | -                                                             | -                                                             | ОС, ОТ                                                             | -                                                                      | -                                                             | -                                                              | -                                                                                      | - | - | -                                                             | -                                                             | -                                                             |
| Башкирская АССР                                                                                             | БАШКИРИЯ                                                      | БА, ББ, БВ                                                    | БВ, БГ, БХ, БШ, ДГ, ДИ, ДН, ДО                                     | БА, БШ                                                                 | БА, БВ                                                        | БШ, БФ, БТ, БК                                                 | БЗ                                                                                     | БА, БШ, ББ | БА, ББ, БВ, БГ, ОА | БА, БС, БТ, БФ, ШЯ, ШД, ЩЯ, БЗ                                | БС, БК                                                        | 526                                                           |
| Белгородская область                                                                                        | -                                                             | -                                                             | ОУ, ОФ                                                             | БЕ, БЛ                                                                 | БЕ, БК                                                        | БГ, БД, БЕ, БК, БЛ, БМ, ЦТ                                     | БГ, БЛ, БМ                                                                             | БЕ | БЕ, БК | БО, БЦ, БД, ББ, БЛ                                            | БО, БЛ                                                        | 551                                                           |
| Брянская область                                                                                            | -                                                             | БЯ                                                            | БА, ББ, БЦ, ЗП                                                     | БР                                                                     | БР, БС                                                        | БР                                                             | БР                                                                                     | БР | БР, БС | -                                                             | БР                                                            | 552                                                           |
| Бурятская АССР                                                                                              | БУР.МОНГ., БМАССР                                             | БМ                                                            | БД, БЕ, ВЭ                                                         | БУ                                                                     | БУ, БТ                                                        | -                                                              | -                                                                                      | БУ | БТ, (БУ) | -                                                             | -                                                             | 527                                                           |
| Великолукская область 22.08.1944—02.10.1957                                                                 | -                                                             | -                                                             | ВА, ВИ                                                             | -                                                                      | -                                                             | -                                                              | -                                                                                      | - | - | -                                                             | -                                                             | -                                                             |
| Владимирская область                                                                                        | -                                                             | ВД                                                            | ВБ, ВЖ, ВЗ, ВУ                                                     | ВЛ                                                                     | ВЛ, ВМ                                                        | ВИ, ВМ                                                         | -                                                                                      | ВЛ | ВЛ, ВМ | ВБ, ВК, ВЛ, ШВ                                                | ВБ, ШВ                                                        | 553                                                           |
| Волгоградская область                                                                                       | СТАЛ-ГРАД, СТАЛИН.КР.                                         | СТ, СУ, СХ                                                    | СУ, СФ, СЭ, ДД                                                     | СГ, ВД,                                                                | СГ, СЩ, ВЯ                                                    | ВБ, ВП                                                         | -                                                                                      | ВД, ВХ | ВО, ВЯ, УС, УТ | ВП…ВХ, ВЧ, ВЩ, ВЭ                                             | ВЭ                                                            | 554                                                           |
| Вологодская область                                                                                         | -                                                             | ВА                                                            | ВВ, ВО, ВС, ЖШ                                                     | ВО                                                                     | ВО, ВД                                                        | ВЖ, ВО                                                         | ВВ                                                                                     | ВО | ВФ, ВД, ВЭ, (ВЮ) | ВВ, ВО, ШО, ВУ, ВЗ                                            | ВО, ВУ, ВЗ, ШВ                                                | 555                                                           |
| Воронежская область                                                                                         | ВОРОНЕЖ                                                       | ВО, ВП, ВР, ВЧ                                                | ВГ, ВД, ВЕ, ВП, ВР, ДЗ                                             | ВВ, ВЖ                                                                 | ВВ, ВЖ                                                        | ВД, ВУ, ВЕ, ЦС, ЧО                                             | ВГ, ВЖ, ВЧ                                                                             | ВВ, (ВЖ) | ВВ, ВЖ, ЖЭ, ЖЮ | ВУ                                                            | ВГ                                                            | 556                                                           |
| Восточно-Сибирский край 30.07.1930—05.12.1936 Восточно-Сибирская область 05.12.1936—26.09.1937              | В-СИБИРЬ                                                      | ВС, ВТ                                                        | -                                                                  | -                                                                      | -                                                             | -                                                              | -                                                                                      | - | - | -                                                             | -                                                             | -                                                             |
| Горно-Алтайская АО С 1990 года                                                                              | -                                                             | -                                                             | -                                                                  | -                                                                      | -                                                             | -                                                              | -                                                                                      | ГЛ, ГЯ | ГЯ | -                                                             | -                                                             | 542 Алтайский край                                            |
| Горький | -                                                             | -                                                             | ГА, ГБ, ГВ, ГД                                                     | -                                                                      | -                                                             | -                                                              | -                                                                                      | - | - | -                                                             | -                                                             | -                                                             |
| Горьковская область                                                                                         | ГОРЬКИЙ                                                       | ГК, ГЛ, ГМ, ГН                                                | АЩ…АЯ, ГГ, НЧ, ЛН                                                  | ГО, ГВ                                                                 | ГА, ГГ, ГО, ГВ, ГН                                            | АЭ, ГК, ГН, ГА                                                 | ГО, ГР                                                                                 | ГО, (ГВ) | ГО, ГН, ГА, ГХ, ГТ | ГО, ГТ, НЖ, ГЩ, ГЭ, ШК, АЧ, НШ, ЮЮ                            | АЧ, ГЭ, НШ                                                    | 557                                                           |
| Дагестанская АССР                                                                                           | ДАГЕСТАН                                                      | ДА, ДБ                                                        | ДА, ДБ, ЯЩ                                                         | ДА                                                                     | ДА, ДГ                                                        | [ДА]                                                           | [ДА]                                                                                   | ДА | ДА | ДА, ГХ                                                        | ДА                                                            | 528                                                           |
| Дальне-Восточный край 04.01.1926—20.10.1938                                                                 | ДВК                                                           | ДВ, ДГ, ДД, ДЕ, ДЖ                                            | -                                                                  | -                                                                      | -                                                             | -                                                              | -                                                                                      | - | - | -                                                             | -                                                             | -                                                             |
| Еврейская АО С 1990 года                                                                                    | -                                                             | -                                                             | -                                                                  | -                                                                      | -                                                             | -                                                              | -                                                                                      | ЕЯ | - | -                                                             | -                                                             | 699                                                           |
| Западная область 01.10.1929—27.09.1937                                                                      | ЗАПАД                                                         | ЗА                                                            | -                                                                  | -                                                                      | -                                                             | -                                                              | -                                                                                      | - | - | -                                                             | -                                                             | -                                                             |
| Западно-Сибирский край 30.07.1930—28.09.1937                                                                | З-СИБИРЬ                                                      | ЗС, ЗТ                                                        | -                                                                  | -                                                                      | -                                                             | -                                                              | -                                                                                      | - | - | -                                                             | -                                                             | -                                                             |
| Ивановская область                                                                                          | ИВАНОВО                                                       | ИВ, ИГ, ИД                                                    | ИА, ИБ, ИВ                                                         | ИВ                                                                     | ИВ, ИО                                                        | ИВ                                                             | -                                                                                      | ИВ | ИВ, ИО | ИВ, ИА                                                        | ИА                                                            | 558                                                           |
| Ингушская Республика                                                                                        | -                                                             | -                                                             | -                                                                  | -                                                                      | -                                                             | -                                                              | -                                                                                      | (ИН) | - | -                                                             | -                                                             | 539 ЧИ АССР                                                   |
| Иркутская область                                                                                           | -                                                             | ВС, ВТ, ВУ                                                    | ИГ…ИЗ, ИЩ, ИЭ, ИЮ                                                  | ИР, ИС                                                                 | ИР, ИТ, ИУ, ИФ                                                | -                                                              | -                                                                                      | ИР, (ИС) | ИР, ИТ, ИУ, ИФ, ИХ, РЕ | ИД, ИЗ, ЮН                                                    | -                                                             | 559                                                           |
| Кабардино-Балкарская АССР                                                                                   | -                                                             | РБ                                                            | ХС, ХТ                                                             | КБ                                                                     | КБ, ХС                                                        | -                                                              | -                                                                                      | КБ | КБ, (ХС) | КЯ, ХХ                                                        | ХХ                                                            | 529                                                           |
| Казахская АССР 15.06.1925—05.12.1936                                                                        | КАЗАХСТАН                                                     | КА                                                            | -                                                                  | -                                                                      | -                                                             | -                                                              | -                                                                                      | - | - | -                                                             | -                                                             | -                                                             |
| Калининградская область                                                                                     | -                                                             | -                                                             | КЕ, ВК, ВЛ                                                         | КЛ                                                                     | КЛ, ВГ                                                        | КА, КЕ, КК                                                     | -                                                                                      | КЛ | КЛ, ВГ, (ДТ), (ОН) | ИЛ                                                            | АУ                                                            | 560                                                           |
| Калининская область                                                                                         | КАЛИНИН                                                       | КЛ, КМ                                                        | КЗ, КИ, ДК, ДЛ, ПЦ                                                 | КА                                                                     | КА, ДС, ДТ                                                    | КИ, КЛ, КО, ЖО                                                 | КВ, КН, КО                                                                             | КА | КА, ДС | ИФ, ИХ, КН, КО                                                | КН, КО                                                        | 561                                                           |
| Калмыцкая АССР                                                                                              | -                                                             | КЦ                                                            | -                                                                  | КЦ                                                                     | КЦ, ЦК                                                        | -                                                              | -                                                                                      | КЦ | КЦ, ЦК, (ЦИ) | КМ                                                            | КМ                                                            | 530                                                           |
| Калужская область                                                                                           | -                                                             | ДН                                                            | КК, ИЛ, ИМ                                                         | КЖ                                                                     | КЖ, ИЛ, ИЗ                                                    | КМ, КС, ЖЯ                                                     | КЖ, КК, КС, ЖЯ                                                                         | КЖ | КЖ, (ИЛ), (ИЗ) | КЖ, КК                                                        | АЗ, КК                                                        | 562                                                           |
| Каменская область 06.01.1954—19.11.1957                                                                     | -                                                             | -                                                             | ОХ, ОЦ, ОЮ                                                         | -                                                                      | -                                                             | -                                                              | -                                                                                      | - | - | -                                                             | -                                                             | -                                                             |
| Камчатская область                                                                                          | -                                                             | -                                                             | ЯП                                                                 | КЧ                                                                     | КЧ, ЧА                                                        | -                                                              | -                                                                                      | КЧ | КЧ, ЧА | -                                                             | -                                                             | 563                                                           |
| Карельская АССР                                                                                             | КАРЕЛИЯ                                                       | ЛК, ЛЛ                                                        | КО, КУ, НШ                                                         | КС                                                                     | КС, НШ                                                        | -                                                              | -                                                                                      | КС, {фЛК} | КС, НШ | ЭЛ                                                            | -                                                             | 531                                                           |
| Кемеровская область                                                                                         | -                                                             | [ЕЖ]                                                          | КТ, КЦ, ИИ, ИК, ИН, ЖЦ                                             | КЕ, ЦХ                                                                 | КЕ, ИИ, ИМ                                                    | ЕМ, КТ                                                         | -                                                                                      | КЕ, ЦХ | КЕ, ИИ, ИМ, ИП | КА, КЛ, КТ, ЦФ                                                | КА, КЛ                                                        | 564                                                           |
| Киргизская АССР 01.02.1926—05.12.1936                                                                       | КИРГИЗИЯ                                                      | -                                                             | -                                                                  | -                                                                      | -                                                             | -                                                              | -                                                                                      | - | - | -                                                             | -                                                             | -                                                             |
| Кировская область                                                                                           | КИРОВ                                                         | КИ, ИК                                                        | КН, КШ, ИС, ИТ, ЕШ                                                 | КВ                                                                     | КВ, ИА, ИН                                                    | КБ, КИ, КЩ, ЖИ, ЖЗ                                             | -                                                                                      | КВ | КВ, ИА, ИН | КИ, КН, КЩ, ЦУ, ПЯ, [ХЭ]                                      | ИН, КН, КШ, КЩ                                                | 565                                                           |
| Коми АССР                                                                                                   | -                                                             | ОА                                                            | ХП, ХФ, ХШ                                                         | КМ                                                                     | КМ, ХП                                                        | КП                                                             | -                                                                                      | КМ | КМ, (ХП) | ГЗ, КП                                                        | КП                                                            | 532, 684—686                                                  |
| Костромская область                                                                                         | -                                                             | ДП                                                            | КП, ИФ, ИХ                                                         | КО                                                                     | КО                                                            | -                                                              | -                                                                                      | КО | КО, ИС | ЛЩ                                                            | КЦ                                                            | 566                                                           |
| Краснодарский край                                                                                          | -                                                             | КЧ, КШ, ШК                                                    | КА, КБ, КВ, КГ, ЦО, ЦП, ЦЦ, ЦЭ, ЦЮ, ЦЯ, ЦК, ЭЮ                     | КК, ЦП, ЦВ                                                             | КК, ЦН, ЦО, ЦП, ЦВ                                            | КВ, ЖА, ЖБ, ЖЖ                                                 | ЖА                                                                                     | КК, ЦП, ЦВ | КК, ЦН, ЦО, ЦП, ЦВ, ЦГ, ЦТ, (ЦЕ) | КБ, КГ, КО, ЦТ, ЮХ, ГШ                                        | ГШ                                                            | 543, 700                                                      |
| Красноярский край                                                                                           | КРАС-ЯРСК                                                     | КР, КЭ, ЭЛ                                                    | ВЮ, КД, КЖ, КЛ, КЮ, ЦФ, ЦХ, ЦЩ, ВЩ, ЖЧ, ЖЩ                         | КЯ, КЭ, {КАЯ}                                                          | КЮ, КЯ, ЦХ, ЦЦ, ЕХ                                            | КМ, ЦЭ                                                         | -                                                                                      | КЭ, КЯ | КЮ, КЯ, ЦХ, ЦЦ, ЦЧ, ЦШ | КЭ, КЮ, ШЕ, ШЖ                                                | -                                                             | 544                                                           |
| Куйбышев | -                                                             | -                                                             | ВМ, ВН, ВТ                                                         | -                                                                      | -                                                             | -                                                              | -                                                                                      | - | - | -                                                             | -                                                             | -                                                             |
| Куйбышевская область                                                                                        | КУЙБЫШЕВ                                                      | ВК, ВЛ, ВМ, ВН                                                | КР, КС, КЩ, ИО, ИП, ИР                                             | КШ, УК                                                                 | КШ, ВБ, ВЕ                                                    | КР                                                             | ГЧ                                                                                     | КШ, УК | КШ, ВЕ, ВБ, ЕЭ, ЕЮ | -                                                             | -                                                             | 567                                                           |
| Курганская область                                                                                          | -                                                             | [ДУ]?                                                         | КФ, КЭ, ИЦ, ИЧ                                                     | КН                                                                     | КН, КЭ                                                        | КУ, ЦХ                                                         | КГ                                                                                     | КН | КН, КЭ, УО | КФ                                                            | ЮО                                                            | 568                                                           |
| Курская область                                                                                             | КУРСК                                                         | КО, ОК, ИО                                                    | КХ, КЧ, ЦТ, ЦУ, ЦШ, ПЩ                                             | КУ                                                                     | КУ, РС                                                        | КХ, КЧ, ЦУ, ЦФ                                                 | КР                                                                                     | КУ | КУ, РС, (РЦ), (РЧ) | ИИ                                                            | КГ, КХ, КЧ                                                    | 569                                                           |
| Ленинград                                                                                                   | ЛЕН-ГРАД                                                      | ЛА…ЛИ                                                         | ЛА…ЛК, ЛН                                                          | ЛЕ, ЛД, ЛО                                                             | ЛГ, ЛД, ЛЕ, ЛЖ, ЛЗ                                            | ЧМ, ЧР                                                         | -                                                                                      | ЛД, ЛЕ, СР | ЛГ, ЛД, ЛЕ, ЛЖ, ЛЗ, УХ | ЩБ, ЧМ, ЧР, ЧЗ, ЮЧ                                            | ЧЗ                                                            | 570, 687—689                                                  |
| Ленинградская область                                                                                       | ЛЕН-ГРАД                                                      | ЛО…ЛТ                                                         | ЗИ…ЗН, ЗР                                                          | ЛО                                                                     | ЛН, ЛО, ЛР, ЛЮ                                                | ЛБ, ЛВ, ЛГ                                                     | ЛБ                                                                                     | ЛО, ЛГ, СР | ЛН, ЛО, ЛР, ЛЭ | ЛВ, ЛГ, ЛО                                                    | ЛГ                                                            | 570, 687—689                                                  |
| Липецкая область                                                                                            | -                                                             | -                                                             | ОЧ, ОШ                                                             | ЛП                                                                     | ЛП, ЛЯ                                                        | ЛТ, ЛЦ                                                         | ЛП, ЛТ, ЛЦ                                                                             | ЛП | ЛП, ЛЯ | ДИ, ЛИ, ЛТ                                                    | ЛТ, ЛИ, ЛЦ                                                    | 571                                                           |
| Магаданская область                                                                                         | -                                                             | -                                                             | ЯК, ЯН, ЯО                                                         | МА                                                                     | МА, МН                                                        | -                                                              | -                                                                                      | МА | УГ, МФ | МГ                                                            | -                                                             | 572                                                           |
| Марийская АССР                                                                                              | -                                                             | МЦ                                                            | МЦ, ХЦ                                                             | МС                                                                     | МС, МЦ                                                        | -                                                              | -                                                                                      | МС | МС, (МЦ) | МУ, МЦ                                                        | -                                                             | 533                                                           |
| Молотов | -                                                             | -                                                             | МС, МТ                                                             | -                                                                      | -                                                             | -                                                              | -                                                                                      | - | - | -                                                             | -                                                             | -                                                             |
| Мордовская АССР                                                                                             | [МОРДОВИЯ]                                                    | МЯ                                                            | МЧ, ХЧ                                                             | МР                                                                     | МР, МЧ                                                        | -                                                              | МЛ                                                                                     | МР | МЧ | МН, МЧ                                                        | МН                                                            | 534                                                           |
| Москва | МОСКВА                                                        | МА…МИ, МЛ, ММ                                                 | МА…МР, МУ, МЩ, МЮ, МЯ, ЭА, ЭВ…ЭП                                   | МО, МК, ММ, МН, МТ, {МАC}                                              | МО, МК, МВ, МЗ, ММ, МП, МТ, МЮ, МХ, НВ                        | ЧХ                                                             | -                                                                                      | МО, МК, ММ, МН, МТ, {МАС}, {ЕАТ} | МВ, ММ, МО, МЗ, МК, МП, МТ, МЮ, МЯ, ЭА…ЭК, ОО | ВЯ, МТ                                                        | ММ                                                            | 501-520                                                       |
| Московская область                                                                                          | МОСКВА                                                        | МН…МС, МФ, МХ                                                 | ЮА…ЮЯ                                                              | ЮА, ЮМ, ЮБ, ЮВ, ЮГ, МЕ                                                 | ЮА…ЮЗ, ОА                                                     | МЗ, МВ, МА, МО, МК                                             | МА, МБ, МВ                                                                             | МЖ, МЕ, МЗ, МЛ, {МОМ}, {ЕАХ} | МА, ЮА…ЮИ, ЮЛ, ЮМ, ЮП, ЮР, ЮС, УК | МВ, МЗ, МО, ЩВ, ЩЛ, ЯФ, ОЯ, МЮ                                | МО, МЗ                                                        | 521-525                                                       |
| Мурманская область                                                                                          | -                                                             | МЮ, ЭД                                                        | МФ, МХ                                                             | МУ                                                                     | МУ, МФ                                                        | МУ, МФ                                                         | МП                                                                                     | МУ | МН, МУ, (УА), (УБ) | МФ                                                            | МП, МФ                                                        | 573                                                           |
| Немцев Поволжья, АССР 19.10.1918—28.08.1941                                                                 | Н.ПОВОЛЖ                                                      | НП                                                            | -                                                                  | -                                                                      | -                                                             | -                                                              | -                                                                                      | - | - | -                                                             | -                                                             | -                                                             |
| Новгородская область                                                                                        | -                                                             | НВ                                                            | НА, НО, НС                                                         | НО                                                                     | НО, НП                                                        | НБ, НВ, НЕ, НО                                                 | НВ, НА, НГ                                                                             | НО | НО, НП | НБ, НЕ                                                        | НЕ, ЧК                                                        | 574                                                           |
| Новосибирск                                                                                                 | -                                                             | -                                                             | НБ, НВ, ОН, НР                                                     | -                                                                      | -                                                             | -                                                              | -                                                                                      | - | - | -                                                             | -                                                             | -                                                             |
| Новосибирская область                                                                                       | -                                                             | ЗТ, ЗУ                                                        | ОК, ОЛ, ОМ, ЖН                                                     | НС, НБ                                                                 | НБ, НГ, НД, НС                                                | НА, [НГ], НЛ, [НС]                                             | НА, НМ                                                                                 | НБ, НС | НС, НГ, НД, НУ, НЦ | НД, НГ, НЛ, НМ, НН                                            | НЛ, НС                                                        | 575                                                           |
| Обско-Иртышская область 17.01.1934—07.12.1934                                                               | ОБЬ-ИРТЫШ                                                     | -                                                             | -                                                                  | -                                                                      | -                                                             | -                                                              | -                                                                                      | - | - | -                                                             | -                                                             | -                                                             |
| Омск | -                                                             | -                                                             | ОА, ОБ, ОВ                                                         | -                                                                      | -                                                             | -                                                              | -                                                                                      | - | - | -                                                             | -                                                             | -                                                             |
| Омская область                                                                                              | ОМСК                                                          | ОМ, ОН, ОП                                                    | ЕР, ЕС, ЕЩ, ЕЯ, ЯБ                                                 | ОМ                                                                     | ОК, ОЛ, ОМ                                                    | ОС, ОА, ОН                                                     | ОБ, ОН, ОС                                                                             | ОМ | ОИ, ОК, ОЛ, ОМ | ОВ, ОЕ, ОН, ОР, ОС, ЧК, ЦЭ, ОЩ, ША                            | ОЩ, АФ, ША, ОР                                                | 576                                                           |
| Оренбургская область                                                                                        | ОРЕНБУРГ                                                      | ОР, ОС, ОТ                                                    | ЧК, ЧЛ, ЧМ, ЧЦ, ЧШ, ЧЩ                                             | ОБ, ОГ                                                                 | ОБ, ОВ, ОЗ                                                    | ОШ                                                             | -                                                                                      | ОБ, {дОА} | ОБ, ОВ, ОЗ, ОЦ, (ОЧ) | ОВ, ОЛ                                                        | ОГ, ОЛ                                                        | 578                                                           |
| Орловская область                                                                                           | -                                                             | ОЦ, ОЧ                                                        | ОД, ОЕ, ОЖ                                                         | ОР                                                                     | ОР, ОС                                                        | ОР                                                             | ОВ                                                                                     | ОР | ОР, ОЖ, (ОУ), (ОФ) | ОВ, ОД, ОР, ШЗ                                                | ОД                                                            | 577                                                           |
| Пензенская область                                                                                          | -                                                             | ФБ                                                            | ПЕ, ПЖ, ПМ, ПН                                                     | ПЕ                                                                     | ПЕ, ПН                                                        | ПН                                                             | -                                                                                      | ПЕ | ПЕ, ПН, ПД | ПН, ПМ, НШ, ЮЕ                                                | ПА, ПН, ШД                                                    | 579                                                           |
| Пермская область                                                                                            | -                                                             | ПА, ПБ                                                        | НИ…НН, НХ, ПО, ЦМ                                                  | ПМ, ПТ                                                                 | ПЛ, ПМ                                                        | ПД, ПК                                                         | ПГ, ПР                                                                                 | ПМ, ПТ | ПМ, ПЛ, ПЗ | ПК, ПУ, ПГ, ШЮ                                                | ПУ, ШК                                                        | 580                                                           |
| Приморский край                                                                                             | -                                                             | ПН, ПО, ПТ, ПУ                                                | ПА…ПД, ПК, ПЛ                                                      | ПР, ПК                                                                 | ПК, ПР, ПЮ, ПЯ                                                | ПД, ПЗ                                                         | ПР                                                                                     | ПК, ПР | ПК, ПР, ПЮ, ПЯ | ПА, ПР, ПЮ, ПЦ, МТ                                            | ПА, ПР                                                        | 545                                                           |
| Псковская область                                                                                           | -                                                             | ПК                                                            | ПЗ, ПИ, НФ                                                         | ПС                                                                     | ПС, ПХ                                                        | ПС, ПА                                                         | -                                                                                      | ПС | ПС, ПХ, (ПП), (ПУ) | ПС, ПТ, ПВ, ДР                                                | ПВ, ПС                                                        | 581                                                           |
| Ростов-на-Дону                                                                                              | -                                                             | -                                                             | ГР, ГС, ГТ                                                         | -                                                                      | -                                                             | -                                                              | -                                                                                      | - | - | -                                                             | -                                                             | -                                                             |
| Ростовская область                                                                                          | -                                                             | АА, АГ                                                        | РА…РД, РО, РП, ЯР, ОИ                                              | РО, РД, РП                                                             | РА, РБ, РГ, РД, РЕ, РК, РН                                    | РА…РМ, РО…РЧ, РЩ…РЯ, ОЕ, ОИ, ЧК, ЧШ                            | РА, РВ, РГ, РЗ, РИ, РО                                                                 | РД, РО, РП, {чРА} | РА, РБ, РГ, РД, РЖ, РЛ, (РП), (РУ) | РБ, РВ, РД, РЕ, РЖ, ФВ                                        | РА, РД, РЕ                                                    | 582                                                           |
| Рязанская область                                                                                           | -                                                             | РО, РС, РЧ                                                    | РЕ, РЖ, РЗ, РИ, РЯ                                                 | РЯ                                                                     | РЯ, РЗ, РН                                                    | РС                                                             | РЯ                                                                                     | РЯ | РЯ, РН, (РЗ) | РЗ, РС                                                        | РЯ, РЗ                                                        | 583                                                           |
| Саратов | -                                                             | -                                                             | СД, СЕ, СЖ, СЗ                                                     | -                                                                      | -                                                             | -                                                              | -                                                                                      | - | - | -                                                             | -                                                             | -                                                             |
| Саратовская область                                                                                         | САРАТОВ                                                       | СА, СБ, СЧ                                                    | ЗС, ЗТ, ЗУ, ЗФ                                                     | СА, СЖ                                                                 | СА, СЧ                                                        | -                                                              | -                                                                                      | СА, СЖ | СА, СБ, СЧ | СС, СЩ                                                        | СИ, СЩ                                                        | 584                                                           |
| Сахалинская область                                                                                         | -                                                             | -                                                             | СП, СЧ, СШ                                                         | СХ                                                                     | СХ                                                            | -                                                              | -                                                                                      | СХ | СХ | СЛ                                                            | -                                                             | 585                                                           |
| Свердловск                                                                                                  | -                                                             | -                                                             | СЛ, СМ, СН, ОЯ                                                     | -                                                                      | -                                                             | -                                                              | -                                                                                      | - | - | -                                                             | -                                                             | -                                                             |
| Свердловская область                                                                                        | УРАЛ, СВЕРДЛОВСК                                              | СВ, СГ, СД, СЕ, СЖ                                            | ЗХ…ЗЯ, ИЯ                                                          | СВ, СФ                                                                 | СВ, ЗУ, ЗФ, ЗЧ                                                | СЗ, ЧУ, ОЮ                                                     | СЮ, СМ                                                                                 | СВ, СФ | СВ, ЗУ, ЗФ, ЗЧ, ЕЦ | СЗ, СХ, СШ, СЭ, РЭ                                            | СЗ, СХ, СШ, ФЛ, ГХ                                            | 586                                                           |
| Северный край 14.01.1929—05.12.1936 Северная область 05.12.1936—23.09.1937                                  | СЕВЕР                                                         | СР                                                            | -                                                                  | -                                                                      | -                                                             | -                                                              | -                                                                                      | - | - | -                                                             | -                                                             | -                                                             |
| Северо-Осетинская АССР                                                                                      | -                                                             | СО                                                            | СХ, СЦ, РК                                                         | СЕ                                                                     | СЕ, СЦ                                                        | -                                                              | -                                                                                      | СЕ | СЦ, (СЕ) | ШФ, ШВ                                                        | -                                                             | 535                                                           |
| Смоленская область                                                                                          | -                                                             | ЗБ                                                            | СР, СС, СИ, СК                                                     | СМ                                                                     | СМ, СР                                                        | СЖ, СЧ                                                         | СГ, СЧ                                                                                 | СМ | СМ, УВ | СГ, СК, ИР                                                    | СК                                                            | 587                                                           |
| Сочи | -                                                             | -                                                             | СО                                                                 | СО                                                                     | СО                                                            | СЧ                                                             | -                                                                                      | СО | СО | КГ                                                            | -                                                             | 543, 700 Краснодарский край                                   |
| Средне-Волжский край 20.10.1929—05.12.1936                                                                  | СР. ВОЛГА                                                     | -                                                             | -                                                                  | -                                                                      | -                                                             | -                                                              | -                                                                                      | - | - | -                                                             | -                                                             | -                                                             |
| Ставропольский край                                                                                         | С-КАВКАЗ, ОРДЖ. КРАЙ                                          | СК, СМ, СН                                                    | ЕИ, СА, СБ, СВ, СГ, СЯ, ЯЭ                                         | СС, СТ                                                                 | СТ, СФ, СШ, ЕИ                                                | СА, СБ, СЕ, СЖ, СП, СЯ, ЖД                                     | СЖ, СТ                                                                                 | СС, СТ | СТ, СФ, СШ, СЯ, (СЭ) | КЩ, ПХ, ПЦ, СА, СБ, СВ, СН, СО, КЧ                            | КЩ, СА, СБ                                                    | 546                                                           |
| Сталинград                                                                                                  | -                                                             | -                                                             | СТ, СЩ, СЮ, ЯС                                                     | -                                                                      | -                                                             | -                                                              | -                                                                                      | - | - | -                                                             | -                                                             | -                                                             |
| Тамбовская область                                                                                          | -                                                             | ТА, ТБ, ТГ                                                    | ТА, ТБ, ТП, РШ                                                     | ТА                                                                     | ТА, ТБ                                                        | ТА, ТБ, ТН                                                     | ТА, ТБ, ТД                                                                             | ТА | ТА, ТЧ, (ТБ) | ТА, ТН                                                        | ТН                                                            | 588                                                           |
| Татарская АССР                                                                                              | ТАТАРИЯ                                                       | ТТ, ТУ                                                        | ТИ, ТК, ТЛ, ТР, ТС, РЧ                                             | ТТ, ТБ                                                                 | ТД, ТТ, ТЦ                                                    | ТО, ТП                                                         | ТК                                                                                     | ТБ, ТТ | ТТ, ТД, ТЦ, ПБ, (ПГ) | ТК, ТМ, ТР, ТС, ИС, ЮЭ                                        | ТК, ТС                                                        | 536                                                           |
| Томская область                                                                                             | -                                                             | ТК                                                            | ТВ, ТН                                                             | ТО                                                                     | ТО, ТМ                                                        | ТС                                                             | -                                                                                      | ТО | ТО, ИЦ, (ИЧ), (ИШ) | ТВ, ТЦ                                                        | ТВ                                                            | 589                                                           |
| Тувинская АССР                                                                                              | -                                                             | ?                                                             | ТГ                                                                 | ТВ                                                                     | ТВ, ТГ                                                        | ТГ                                                             | -                                                                                      | ТВ | ТВ, (ТГ) | -                                                             | -                                                             | 537                                                           |
| Тульская область                                                                                            | -                                                             | ТО, ТЛ                                                        | ТД, ТЕ, ТЖ, ТО, РЦ                                                 | ТУ, ТЛ                                                                 | ТИ, ТУ, ТФ                                                    | ТУ, ТВ                                                         | ТФ                                                                                     | ТУ, ТЛ | ТУ, ТФ, ТИ | ТЕ, ТИ, ТУ, ЮЮ                                                | ТИ, ЮЮ                                                        | 590                                                           |
| Тюменская область                                                                                           | -                                                             | ТЮ                                                            | ТЗ, ТМ, РЮ                                                         | ТЮ, ТМ                                                                 | ТХ, ТЭ, ТЮ                                                    | -                                                              | -                                                                                      | ТЮ, ТМ | ТХ, ТЭ, ТЮ, ЮТ, ЮУ, ЮФ, ЮЮ | ЖШ, ТЗ                                                        | ТЕ                                                            | 591                                                           |
| Удмуртская АССР                                                                                             | УДМУРТИЯ                                                      | УЯ                                                            | ХИ, ХК, ХЕ                                                         | УД                                                                     | УД, УМ                                                        | -                                                              | УМ                                                                                     | УД | УД, УМ | УВ, ЮШ                                                        | -                                                             | 538                                                           |
| Ульяновская область                                                                                         | -                                                             | ВЭ                                                            | ХЛ, ХМ, ХН, ХР                                                     | УЛ                                                                     | УЛ, УН                                                        | УЛ, УЕ                                                         | УЕ                                                                                     | УЛ | УЛ, УН | УЛ, УО, УЕ, ЮЩ                                                | УЛ, УО, ЮЩ                                                    | 592                                                           |
| Хабаровский край                                                                                            | -                                                             | ДЗ, ДИ, ДК                                                    | ХА…ХД, ХЗ                                                          | ХБ                                                                     | ХБ, ХК                                                        | ХС                                                             | -                                                                                      | ХБ | ХБ, ХК | ХС, ХЧ                                                        | ХС                                                            | 547                                                           |
| Хакасская АО С 1991 года                                                                                    | -                                                             | -                                                             | -                                                                  | -                                                                      | -                                                             | -                                                              | -                                                                                      | ХГ | БМ | ХО                                                            | -                                                             | 697                                                           |
| Центрально-Чернозёмная область 14.05.1928—13.06.1934                                                        | ЦЧО                                                           | -                                                             | -                                                                  | -                                                                      | -                                                             | -                                                              | -                                                                                      | - | - | -                                                             | -                                                             | -                                                             |
| Челябинск                                                                                                   | -                                                             | -                                                             | ЧА, ЧБ, ЧВ                                                         | -                                                                      | -                                                             | -                                                              | -                                                                                      | - | - | -                                                             | -                                                             | -                                                             |
| Челябинская область                                                                                         | ЧЕЛЯБИНСК, ЧЕЛЯБ-СК                                           | ЧБ, ЧВ, ЧГ, ЧЕ, ЧЖ                                            | НГ…НЗ, НТ, НУ                                                      | ЧЕ, ЧБ                                                                 | ЧБ, ЧГ, ЧЕ, ЧХ, ЧД                                            | ЧЕ                                                             | ЧВ                                                                                     | ЧБ, ЧД, ЧЕ | ЧБ, ЧГ, ЧЕ, ЧХ, ЧЧ, ШО, ШП | ЧВ, ЧГ, ЧЭ, ЧЛ, ГС, ЧЦ, ЧЕ, КВ, ЩЧ                            | ЧВ, ЧГ, ЧЛ, ШИ                                                | 593                                                           |
| Чечено-Ингушская АССР 05.12.1936—07.03.1944 09.01.1957—10.12.1992 Грозненская область 22.03.1944—09.01.1957 | -                                                             | ЧИ                                                            | ГЕ, ГЖ, ГЗ                                                         | ЧИ                                                                     | ЧИ                                                            | ЧВ, ЧИ                                                         | ЧВ                                                                                     | ЧИ | ЧИ, (ЧЖ) | ЧИ, ЧА, НП, ЮИ                                                | ЧИ                                                            | 539                                                           |
| Читинская область                                                                                           | -                                                             | ЧО                                                            | ЧЖ, ЧЗ, ЧИ, ЧЧ                                                     | ЧТ                                                                     | ЧТ, ЧЗ                                                        | ЧА                                                             | -                                                                                      | ЧТ | ЧЗ, ЧТ | ЧА, ЧТ                                                        | -                                                             | 594                                                           |
| Чувашская АССР                                                                                              | ЧУВАШИЯ                                                       | ЧА                                                            | ЧН, ЧО                                                             | ЧУ                                                                     | ЧУ, ЧФ                                                        | ЧН                                                             | -                                                                                      | ЧУ | ЧУ, (ЧФ) | ЧН, ЧТ                                                        | ЧГ, ЧН                                                        | 540                                                           |
| Чукотский АО С 1992 года                                                                                    | -                                                             | -                                                             | -                                                                  | -                                                                      | -                                                             | -                                                              | -                                                                                      | ЧА | МФ, УГ | -                                                             | -                                                             | 572 Магаданская область                                       |
| Якутская АССР                                                                                               | ЯКУТИЯ                                                        | ЯР                                                            | ЯЗ, ЯГ, ЯД                                                         | ЯК                                                                     | ЯА, ЯК, ЯТ                                                    | ЯК                                                             | [ЯГ]                                                                                   | ЯК | ЯА, (ЯК), (ЯТ) | -                                                             | -                                                             | 541                                                           |
| Ярославская область                                                                                         | -                                                             | ЯО, ЯЩ                                                        | ЯА, ЯВ, ЯЖ, ЯЕ                                                     | ЯР                                                                     | ЯО, ЯР                                                        | ЯА, ЯГ                                                         | [ЯА]                                                                                   | ЯР | ЯР, ЯО | ЯА, ЯР, НШ, ШИ, ШН, ОУ, ЯУ                                    | ЯА, ОУ                                                        | 595                                                           |
| Украинская Советская Социалистическая Республика                                                            | Украинская Советская Социалистическая Республика              | Украинская Советская Социалистическая Республика              | Украинская Советская Социалистическая Республика                   | Украинская Советская Социалистическая Республика                       | Украинская Советская Социалистическая Республика              | Украинская Советская Социалистическая Республика               | Украинская Советская Социалистическая Республика                                       | Украинская Советская Социалистическая Республика | Украинская Советская Социалистическая Республика | Украинская Советская Социалистическая Республика              | Украинская Советская Социалистическая Республика              | Украинская Советская Социалистическая Республика              |
| Винницкая область                                                                                           | ВИННИЦА                                                       | УВ, УГ                                                        | УА, УЦ, ЩК, ЩЦ, ЖЮ                                                 | ВИ                                                                     | ВИ, ВЦ                                                        | -                                                              | -                                                                                      | ВИ | ВИ, ВЦ | УЗ, УК                                                        | ВА                                                            | 649                                                           |
| Волынская область                                                                                           | -                                                             | ФЖ                                                            | УВ, ЩШ                                                             | ВН                                                                     | ВН, ВС                                                        | -                                                              | ВЛ, УВ                                                                                 | ВН | ВН, ВЧ | ВИ, ВШ                                                        | ВИ, ВШ                                                        | 650                                                           |
| Днепропетровск                                                                                              | -                                                             | -                                                             | УИ, ЧЮ, ЧЯ                                                         | -                                                                      | -                                                             | -                                                              | -                                                                                      | - | - | -                                                             | -                                                             | -                                                             |
| Днепропетровская область                                                                                    | ДНЕПР                                                         | УП, УР, УФ, ЦД                                                | УК, ФЩ, ЩО, ЩЮ, ЧГ, ГЩ, ХЯ                                         | ДН, ДП                                                                 | ДН, ДО, ДП                                                    | -                                                              | -                                                                                      | ДН, ДП | ДН, ДО, ДР, ДМ, ДП, (ДХ), (ДЭ) | ЕВ                                                            | -                                                             | 652                                                           |
| Донецкая область                                                                                            | ДОНЕЦ                                                         | УД, УЕ, УЖ, ФЧ                                                | УУ, УФ, УХ, УЩ, ЩЖ, ЩЕ, ЩЗ, ЩИ, ЩХ, ЧЕ, ЧУ, ЧФ, ДЕ, ХХ, ПУ, ПФ, ПЮ | СЛ, ДО, ДЦ                                                             | СЖ, СЛ, ДЕ, ДЦ                                                | -                                                              | УЯ                                                                                     | ДО, ДЦ | СЛ, СЖ, ДЕ, (ДЛ), (ДФ) | ДЦ, ШУ                                                        | -                                                             | 653                                                           |
| Дрогобычская область 04.12.1939—21.05.1959                                                                  | -                                                             | ШБ                                                            | УЖ, УЗ                                                             | ДР                                                                     | ДР                                                            | -                                                              | -                                                                                      | - | - | -                                                             | -                                                             | -                                                             |
| Житомирская область                                                                                         | -                                                             | УЭ, ФМ                                                        | УМ, УН, ЩЯ                                                         | ЖИ                                                                     | ЖИ, ЖК                                                        | -                                                              | -                                                                                      | ЖИ, ЖЖ, ЖБ | ЖИ, ЖК | ЖА, ЖБ, ЖЦ                                                    | ЖА, ЖБ                                                        | 654                                                           |
| Закарпатская область                                                                                        | -                                                             | -                                                             | УЛ, ЩР, ЯХ                                                         | ЗА                                                                     | ЗА, ЗТ                                                        | ЗГ                                                             | -                                                                                      | ЗА | ЗА, (ЗТ) | ЗД                                                            | ЗА                                                            | 655                                                           |
| Запорожская область                                                                                         | -                                                             | ХА                                                            | УО, УП, ЩТ, ЩУ                                                     | ЗП, ЗР                                                                 | ЗП, ЗР                                                        | УО                                                             | -                                                                                      | ЗП, ЗН, (ЗР) | ЗП, ЗР, ЗО, (ЗС) | ЗЕ, ЗЖ, ЗП                                                    | ЗЕ, ЗЖ                                                        | 656                                                           |
| Ивано-Франковская область                                                                                   | -                                                             | ФВ                                                            | ФУ, ТЦ                                                             | СЯ, ИФ                                                                 | СЭ, СЯ, ИГ, ИД                                                | ЦМ                                                             | -                                                                                      | ИФ | ИД, (ИГ) | ИК                                                            | ИЕ                                                            | 657                                                           |
| Измаильская область 07.08.1940—15.02.1954                                                                   | -                                                             | ЮЮ                                                            | УР, ЩФ                                                             | -                                                                      | -                                                             | -                                                              | -                                                                                      | - | - | -                                                             | -                                                             | -                                                             |
| Киев | КИЕВ                                                          | УК, УЛ, ФО, ФП                                                | УЧ, УШ, УЭ, УЮ, ЩА, ЩБ, ЯЮ, ЯЯ                                     | КИ, ХТ                                                                 | КИ, УЧ, УШ                                                    | -                                                              | -                                                                                      | КИ, ХТ | КИ, УЧ, УШ | -                                                             | -                                                             | 658                                                           |
| Киевская область                                                                                            | КИЕВ                                                          | УЭ, УЮ, ФС                                                    | ФН, ФО, ФП, ФР, ЩС                                                 | КХ                                                                     | КХ, УС, ФН                                                    | ФА, ФН, ФО, КВ                                                 | ФА, ФН, ФО                                                                             | КХ | КХ, ФЛ, ФМ, ФН | КВ, КД, УМ, ФН                                                | КД                                                            | 659                                                           |
| Кировоградская область                                                                                      | -                                                             | ХК                                                            | ФА, ФБ, ТФ, ХЭ                                                     | КД                                                                     | КД, ФА, [ША]                                                  | -                                                              | -                                                                                      | КД | КД, ФА | ФГ, ФД                                                        | ФГ, ФД                                                        | 660                                                           |
| Крымская область                                                                                            | КРЫМ                                                          | КТ, КД, КЕ                                                    | КМ, КЯ, ЦР, ЦС, ЦЧ, ЦЛ                                             | КР, ЦС                                                                 | КР, ЦС, ЦР                                                    | ХЖ                                                             | ХЖ                                                                                     | КР | КР, ЦР, ЦС, ЦД | ЗГ, ФЕ, ФМ, ФЖ                                                | ФЕ                                                            | 661                                                           |
| Луганская область                                                                                           | -                                                             | ФГ                                                            | УБ, УГ, УД, УЕ, ЩД, ЩЛ, ЩМ                                         | ЛУ, ВГ                                                                 | ЛУ, ЛФ, ВП, ВР                                                | УГ                                                             | -                                                                                      | ВГ, (ЛУ) | ВР, ВП, ЛУ, (ЛФ) | ВЖ, ВЧ, ВШ                                                    | ВЖ                                                            | 651                                                           |
| Львов | -                                                             | -                                                             | ФВ, ЩВ, ЩГ                                                         | -                                                                      | -                                                             | -                                                              | -                                                                                      | - | - | -                                                             | -                                                             | -                                                             |
| Львовская область                                                                                           | -                                                             | ФК, [АЕ]                                                      | УЯ, ТХ                                                             | ЛВ, ДР                                                                 | ЛВ, ЛС, ДЧ                                                    | -                                                              | -                                                                                      | ЛВ | ЛВ, ЛС | ЛА, ЛБ                                                        | ЛБ                                                            | 662                                                           |
| Молдавская АССР 12.10.1924—02.08.1940                                                                       | МОЛДАВИЯ                                                      | УМ                                                            | -                                                                  | -                                                                      | -                                                             | -                                                              | -                                                                                      | - | - | -                                                             | -                                                             | -                                                             |
| Николаевская область                                                                                        | -                                                             | УН, УБ                                                        | ФЕ, ФД, ЩП                                                         | НИ                                                                     | НИ, НК                                                        | -                                                              | -                                                                                      | НИ | НИ, НК | НИ, НА, ОЭ                                                    | НА, НИ                                                        | 663                                                           |
| Одесса | -                                                             | -                                                             | ФЖ, ЧТ, ЧС, ЧД                                                     | -                                                                      | -                                                             | -                                                              | -                                                                                      | - | - | -                                                             | -                                                             | -                                                             |
| Одесская область                                                                                            | ОДЕССА                                                        | УО, УС, ФФ, ФХ                                                | ФГ, ФЗ, ФИ, УР (пр)                                                | ОД, ОЕ                                                                 | ОГ, ОД, ОЕ                                                    | ЗВ, ОВ, ОГ, ОИ                                                 | -                                                                                      | ОД | ОГ, ОД, ОЕ, ОЭ | ОА, ОБ, ОО, ОП                                                | ОА, ОБ                                                        | 664                                                           |
| Полтавская область                                                                                          | -                                                             | УУ, ЮА                                                        | ФК, ФЛ, ТУ, ХЩ                                                     | ПО                                                                     | ПО, ПТ                                                        | ПУ                                                             | ПЛ                                                                                     | ПО | ПО, ПТ | ПЛ, ПГ                                                        | УХ                                                            | 665                                                           |
| Ровенская область                                                                                           | -                                                             | ФЕ, ФЩ                                                        | ФМ, ЩН, ТЮ                                                         | РВ                                                                     | РВ                                                            | РК                                                             | ЦМ                                                                                     | РВ | РВ, РИ | РБ, РД                                                        | РБ                                                            | 666                                                           |
| Сумская область                                                                                             | -                                                             | УЩ, ХС                                                        | ФС, ФТ, ЩЧ                                                         | СУ                                                                     | СУ, СИ                                                        | -                                                              | СК, ФП                                                                                 | СУ | СУ, (СИ) | СД, СЕ                                                        | СД, ШР                                                        | 667                                                           |
| Тернопольская область                                                                                       | -                                                             | ?                                                             | ФФ, ТЧ                                                             | ТЕ                                                                     | ТЕ, ТЖ                                                        | -                                                              | -                                                                                      | ТЕ | ТЕ, ТЖ | ТЖ, ТД, ЛЄ                                                    | -                                                             | 668                                                           |
| Харьков | -                                                             | -                                                             | ФХ, ЧП, ЧР, ЧХ                                                     | -                                                                      | -                                                             | -                                                              | -                                                                                      | - | - | -                                                             | -                                                             | -                                                             |
| Харьковская область                                                                                         | ХАРЬКОВ                                                       | УХ, УЦ, УШ, ФЮ                                                | ФЦ, ФЧ, ХО                                                         | ХА, ХК                                                                 | ХА, ХВ, ХГ                                                    | ХА, ФХ, ФЧ, ХЧ, [АГ]                                           | ФХ, ХА, ХР                                                                             | ХА, ХК | ХА, ХГ, ХЦ, ХЮ, ХЕ | ХБ, ХК, ХИ                                                    | ХА                                                            | 669                                                           |
| Херсонская область                                                                                          | -                                                             | ХН                                                            | ФШ, ЩЩ, ТЭ                                                         | ХО                                                                     | ХН, ХО                                                        | ХЕ, ХЛ                                                         | -                                                                                      | ХО | ХН, ХД, ХЖ, ХШ, (ХИ) | ХГ, ХП                                                        | ХГ, ХЕ                                                        | 670                                                           |
| Хмельницкая область                                                                                         | -                                                             | УТ                                                            | УС, УТ, ЩЭ, ЯШ                                                     | ХМ, ХЛ                                                                 | УЗ, УС, УТ, [ХЦ]                                              | УЗ, ХН                                                         | ХМ                                                                                     | ХМ, ХЛ, ХФ | ХД, ХЕ, ШТ | ХД                                                            | 671                                                           |                                                               |
| Черкасская область                                                                                          | -                                                             | -                                                             | ТТ, ОЩ, ТЯ                                                         | ЧК                                                                     | ЧК, ЧС                                                        | -                                                              | -                                                                                      | ЧК | ЧК, ЧС, (ЧЛ), (ЧМ) | ЧБ, ЧД, [ХФ]                                                  | ЧГ, ЧБ                                                        | 672                                                           |
| Черниговская область                                                                                        | ЧЕРНИГОВ                                                      | УЧ                                                            | ФЭ, ФЮ, ЦН                                                         | ЧН                                                                     | ЧН, ЧО                                                        | ФЭ, ЧГ                                                         | ЧТ                                                                                     | ЧН | ЧН, ЧО | ФЮ, УУ, УХ                                                    | ФЭ                                                            | 673                                                           |
| Черновицкая область                                                                                         | -                                                             | ЮЧ                                                            | ФЯ, ТЯ                                                             | ЧВ                                                                     | ЧВ, ЧЦ                                                        | ЧЕ                                                             | -                                                                                      | ЧВ | ЧЦ, (ЧВ), (ОЯ) | ЧС                                                            | ЧС                                                            | 674                                                           |
| Белорусская Советская Социалистическая Республика                                                           | Белорусская Советская Социалистическая Республика             | Белорусская Советская Социалистическая Республика             | Белорусская Советская Социалистическая Республика                  | Белорусская Советская Социалистическая Республика                      | Белорусская Советская Социалистическая Республика             | Белорусская Советская Социалистическая Республика              | Белорусская Советская Социалистическая Республика                                      | Белорусская Советская Социалистическая Республика | Белорусская Советская Социалистическая Республика | Белорусская Советская Социалистическая Республика             | Белорусская Советская Социалистическая Республика             | Белорусская Советская Социалистическая Республика             |
| Общие серии                                                                                                 | БССР                                                          | БР…БЧ, НЛ, НМ, ОГ, ОД, ОЗ                                     | -                                                                  | -                                                                      | -                                                             | -                                                              | -                                                                                      | - | - | [БЯ]                                                          | -                                                             | -                                                             |
| Барановичская область 04.12.1939—08.01.1954                                                                 | -                                                             | ?                                                             | БЖ                                                                 | -                                                                      | -                                                             | -                                                              | -                                                                                      | - | - | -                                                             | -                                                             | -                                                             |
| Белостокская область 04.12.1939—20.09.1944                                                                  | -                                                             | ОГ                                                            | -                                                                  | -                                                                      | -                                                             | -                                                              | -                                                                                      | - | - | -                                                             | -                                                             | -                                                             |
| Бобруйская область 20.09.1944—08.01.1954                                                                    | -                                                             | ?                                                             | БЗ                                                                 | -                                                                      | -                                                             | -                                                              | -                                                                                      | - | - | -                                                             | -                                                             | -                                                             |
| Брестская область                                                                                           | -                                                             | ОЗ                                                            | БИ, БЭ                                                             | БН                                                                     | БН, БО                                                        | -                                                              | -                                                                                      | БН, {МИМ} | БН, БО | БЭ                                                            | -                                                             | 596                                                           |
| Витебская область                                                                                           | -                                                             | ?                                                             | БК, БЮ                                                             | ВТ                                                                     | ВТ, ВУ                                                        | -                                                              | -                                                                                      | ВТ | ВТ, ВУ | ВМ                                                            | БЮ, БХ                                                        | 597                                                           |
| Гомельская область                                                                                          | -                                                             | ?                                                             | БЛ, ЖР                                                             | ГС                                                                     | ГМ, ГС, ГТ                                                    | -                                                              | -                                                                                      | ГС | ГС, ГТ, ГМ | ВЦ, ГБ, ГТ, ГЮ, ГА                                            | БЯ, ГА, ГЮ                                                    | 598                                                           |
| Гродненская область                                                                                         | -                                                             | ?                                                             | БМ, ЖС                                                             | ГК                                                                     | ГК, ГЛ                                                        | -                                                              | -                                                                                      | ГК | ГК, ГЛ, (ЖГ) | БЧ, ГВ, ГЖ                                                    | ШЧ, ГГ, ГЖ                                                    | 599                                                           |
| Минск | -                                                             | ?                                                             | БН, БО, ЖТ                                                         | МИ                                                                     | МЖ, ТМ, МИ                                                    | -                                                              | -                                                                                      | МИ | МИ, МЖ, ЖМ, ЖН, ЖВ, ЖГ | ДШ, ДЭ, МА, МВ, МЮ, МЖ                                        | МЖ, МЮ                                                        | 600                                                           |
| Минская область                                                                                             | -                                                             | ?                                                             | БП, БР, ЖУ                                                         | МБ                                                                     | МБ, МЛ, ТМ                                                    | -                                                              | -                                                                                      | МБ | МБ, МЛ, ЖО, НТ, , (БД), (БЗ) | -                                                             | БШ                                                            | 601                                                           |
| Могилёвская область                                                                                         | -                                                             | ?                                                             | БС, БЯ                                                             | МГ                                                                     | МГ, МЯ                                                        | -                                                              | -                                                                                      | МГ | МГ, МХ, (ЯГ), (ЯД) | -                                                             | -                                                             | 602                                                           |
| Молодечненская область 04.12.1939—20.01.1960                                                                | -                                                             | ?                                                             | БТ, БЩ                                                             | МЛ                                                                     | -                                                             | -                                                              | -                                                                                      | - | - | -                                                             | -                                                             | -                                                             |
| Пинская область 04.12.1939—08.01.1954                                                                       | -                                                             | ?                                                             | БУ                                                                 | -                                                                      | -                                                             | -                                                              | -                                                                                      | - | - | -                                                             | -                                                             | -                                                             |
| Полесская область 15.01.1938—08.01.1954                                                                     | -                                                             | ?                                                             | БФ                                                                 | -                                                                      | -                                                             | -                                                              | -                                                                                      | - | - | -                                                             | -                                                             | -                                                             |
| Полоцкая область 20.09.1944—08.01.1954                                                                      | -                                                             | ?                                                             | БЧ                                                                 | -                                                                      | -                                                             | -                                                              | -                                                                                      | - | - | -                                                             | -                                                             | -                                                             |
| Узбекская Советская Социалистическая Республика                                                             | Узбекская Советская Социалистическая Республика               | Узбекская Советская Социалистическая Республика               | Узбекская Советская Социалистическая Республика                    | Узбекская Советская Социалистическая Республика                        | Узбекская Советская Социалистическая Республика               | Узбекская Советская Социалистическая Республика                | Узбекская Советская Социалистическая Республика                                        | Узбекская Советская Социалистическая Республика | Узбекская Советская Социалистическая Республика | Узбекская Советская Социалистическая Республика               | Узбекская Советская Социалистическая Республика               | Узбекская Советская Социалистическая Республика               |
| Общие серии                                                                                                 | УЗБ-СТАН                                                      | УЗ, УА                                                        | -                                                                  | -                                                                      | -                                                             | -                                                              | -                                                                                      | - | - | -                                                             | -                                                             | -                                                             |
| Андижанская область                                                                                         | -                                                             | ?                                                             | ЕА, ЕТ                                                             | АН                                                                     | АЖ, АН                                                        | -                                                              | -                                                                                      | АН, (АУ) | АЖ, (АН) | -                                                             | -                                                             | 637                                                           |
| Бухарская область                                                                                           | -                                                             | ?                                                             | ЕО                                                                 | БХ                                                                     | БХ, БЦ                                                        | -                                                              | -                                                                                      | БХ, (БО) | БХ, БЦ | БВ, БХ                                                        | -                                                             | 638                                                           |
| Джизакская область                                                                                          | -                                                             | -                                                             | -                                                                  | ДД                                                                     | ДД                                                            | -                                                              | -                                                                                      | ДД, (ДЗ) | ДД | -                                                             | -                                                             | 639                                                           |
| Каракалпакская АССР                                                                                         | КАРА-КАЛП                                                     | КК                                                            | ЕГ                                                                 | КП                                                                     | КП, ЕГ                                                        | ЕЮ                                                             | -                                                                                      | КП, (НУ) | КП, (ЕГ) | -                                                             | -                                                             | 636                                                           |
| Кашкадарьинская область                                                                                     | -                                                             | ?                                                             | ЕВ                                                                 | КФ                                                                     | КФ, ЕВ                                                        | -                                                              | -                                                                                      | КФ, (ДР) | КФ, ЕВ | -                                                             | -                                                             | 640                                                           |
| Навоийская область                                                                                          | -                                                             | -                                                             | -                                                                  | -                                                                      | -                                                             | -                                                              | -                                                                                      | НВ, (НЯ) | НЮ | -                                                             | -                                                             | 638 Бухарская область                                         |
| Наманганская область                                                                                        | -                                                             | ?                                                             | ЕД                                                                 | НА                                                                     | НА, НН                                                        | -                                                              | -                                                                                      | НА, (НГ) | НА | НО                                                            | -                                                             | 641                                                           |
| Самаркандская область                                                                                       | -                                                             | РП                                                            | ЕЕ, ЕЧ                                                             | СН                                                                     | СН                                                            | СА                                                             | -                                                                                      | СН | СН, НЯ | СЖ                                                            | [ЕЧ]                                                          | 642                                                           |
| Сурхандарьинская область                                                                                    | -                                                             | ?                                                             | ЕЖ                                                                 | СД                                                                     | СД, ЕЖ                                                        | -                                                              | -                                                                                      | СД, (СЯ) | СД, ЕЖ | -                                                             | -                                                             | 643                                                           |
| Сырдарьинская область                                                                                       | -                                                             | -                                                             | -                                                                  | СИ                                                                     | СС, ДК                                                        | -                                                              | -                                                                                      | СИ, (СЛ) | СС, (ДК) | -                                                             | -                                                             | 644                                                           |
| Ташкент | -                                                             | РУ                                                            | ЕЗ, ЕФ, ЕХ, ЕЭ                                                     | ТН                                                                     | ТН, ЕФ                                                        | РШ                                                             | -                                                                                      | ТН, (ТЖ), (УЗ) | ТН, ЕФ, (УЕ), (УЗ) | ЕР                                                            | ЕР, ЕМ                                                        | 645                                                           |
| Ташкентская область                                                                                         | -                                                             | РХ                                                            | ЕК, ЕЛ, ЕУ, ЕЮ                                                     | ТШ                                                                     | ТШ, ЕК                                                        | -                                                              | -                                                                                      | ТШ, (ТЭ) | ТШ, ЕК | -                                                             | -                                                             | 646                                                           |
| Ферганская область                                                                                          | -                                                             | РФ                                                            | ЕМ, ЕЦ                                                             | ФЕ                                                                     | ФГ, ФЕ                                                        | -                                                              | -                                                                                      | ФЕ, (ФГ) | ФЕ, (ФГ) | -                                                             | -                                                             | 647                                                           |
| Хорезмская область                                                                                          | -                                                             | ?                                                             | ЕН                                                                 | ХЗ                                                                     | ХЗ, ХЧ                                                        | -                                                              | -                                                                                      | ХЗ, (ХЯ), ({ХЕА}) | ХЗ, (ХЧ) | ХЖ                                                            | -                                                             | 648                                                           |
| Казахская Советская Социалистическая Республика                                                             | Казахская Советская Социалистическая Республика               | Казахская Советская Социалистическая Республика               | Казахская Советская Социалистическая Республика                    | Казахская Советская Социалистическая Республика                        | Казахская Советская Социалистическая Республика               | Казахская Советская Социалистическая Республика                | Казахская Советская Социалистическая Республика                                        | Казахская Советская Социалистическая Республика | Казахская Советская Социалистическая Республика | Казахская Советская Социалистическая Республика               | Казахская Советская Социалистическая Республика               | Казахская Советская Социалистическая Республика               |
| Акмолинская область                                                                                         | -                                                             | -                                                             | ШБ, ШШ, ДП, ДЮ                                                     | АК                                                                     | АК, АЕ                                                        | -                                                              | -                                                                                      | АК, ЦЛ | АК, (ЦЖ), (ЦЗ) | ЦА, ЦБ                                                        | ЦА                                                            | 621                                                           |
| Актюбинская область                                                                                         | -                                                             | КБ                                                            | ША, ШЭ, ПЭ                                                         | АЮ                                                                     | АЮ, АЯ                                                        | -                                                              | -                                                                                      | АЮ | АЮ, АЯ | -                                                             | -                                                             | 605                                                           |
| Алма-Ата | -                                                             | КА, ЩА                                                        | -                                                                  | АТ                                                                     | АИ, АТ, АЦ                                                    | -                                                              | -                                                                                      | АТ | АИ, АТ, АЦ | -                                                             | ЯЦ                                                            | 603                                                           |
| Алма-Атинская область                                                                                       | -                                                             | КА, ЩА                                                        | ШВ, ШГ, ШД, ДТ, ЯМ                                                 | АП                                                                     | АО                                                            | ШГ                                                             | -                                                                                      | АП | АО, (ЕД), (ЕЗ) | АК                                                            | АК                                                            | 604                                                           |
| Восточно-Казахстанская область                                                                              | -                                                             | КВ                                                            | ШЕ, ШХ, ДС, ЭЩ                                                     | ВК                                                                     | ВА, ВК                                                        | ШХ, ЖМ, ХВ                                                     | ЖМ                                                                                     | ВА, ВК | ВК, (ВЗ) | ВП                                                            | ВП                                                            | 606                                                           |
| Гурьевская область                                                                                          | -                                                             | -                                                             | ШЖ, ДУ                                                             | ГУ                                                                     | ГЕ, ГУ                                                        | ШЖ                                                             | -                                                                                      | ГТ, ША | ГЕ, ГУ | -                                                             | -                                                             | 607                                                           |
| Джамбульская область                                                                                        | -                                                             | -                                                             | ШЗ, ДФ                                                             | ДЖ                                                                     | ДБ, ДЖ                                                        | -                                                              | -                                                                                      | ДЖ | ДБ, ДЖ | [ЕИ], ЖВ, ЖН                                                  | ЖВ                                                            | 608                                                           |
| Джезказганская область 20.03.1973—23.05.1997                                                                | -                                                             | -                                                             | -                                                                  | ДК                                                                     | ДЗ                                                            | -                                                              | -                                                                                      | ДК | ДЗ | -                                                             | -                                                             | 609                                                           |
| Западно-Казахстанская область                                                                               | -                                                             | КЗ                                                            | ШИ, ДР                                                             | ЗК                                                                     | ЗК, ЗН                                                        | -                                                              | -                                                                                      | УТ | ЗН, (ЗК) | УБ                                                            | -                                                             | 620                                                           |
| Карагандинская область                                                                                      | -                                                             | КГ                                                            | ШК, ШЛ, ДХ, ИШ, ЖЛ                                                 | КГ                                                                     | КГ, ДВ                                                        | ШП                                                             | -                                                                                      | КГ | КГ, ДВ, (ДЦ), (ДЧ) | ЕЛ, ЖГ                                                        | ЕЛ                                                            | 610                                                           |
| Кзыл-Ординская область                                                                                      | -                                                             | -                                                             | ШМ                                                                 | КЗ                                                                     | КЗ, ДИ                                                        | -                                                              | -                                                                                      | КЗ | КЗ, ДИ | -                                                             | -                                                             | 611                                                           |
| Кокчетавская область 16.03.1944—23.05.1997                                                                  | -                                                             | -                                                             | ШН, ШЯ, ДЦ, ДМ                                                     | КТ                                                                     | КТ, ЧЭ                                                        | -                                                              | -                                                                                      | КТ | КТ, ЧЭ | -                                                             | -                                                             | 612                                                           |
| Кустанайская область                                                                                        | -                                                             | -                                                             | ШО, ШЧ, ДЧ, ДЩ, ДЭ, ЯИ                                             | КЩ                                                                     | КЩ, ШН, ШО, ШЧ, ШФ                                            | ХБ, ХФ                                                         | -                                                                                      | НЖ | НЖ, НЗ, НЛ, (ТП), ШЧ, ШН | -                                                             | -                                                             | 613                                                           |
| Мангышлакская область                                                                                       | -                                                             | -                                                             | -                                                                  | МШ                                                                     | МШ                                                            | -                                                              | -                                                                                      | МШ | МШ | -                                                             | -                                                             | 614                                                           |
| Павлодарская область                                                                                        | -                                                             | -                                                             | ШР, ШЮ, ДШ, ПХ                                                     | ПА                                                                     | ПА, ПВ                                                        | -                                                              | -                                                                                      | ПА | ПА, ПВ, ПФ, (ПЦ) | -                                                             | ПД                                                            | 615                                                           |
| Северо-Казахстанская область                                                                                | -                                                             | КС                                                            | ШТ, ШЩ, ЯТ                                                         | СК                                                                     | СЗ, СК                                                        | -                                                              | -                                                                                      | СК | СК, (СЗ) | ЖЗ                                                            | -                                                             | 616                                                           |
| Семипалатинская область 14.10.1939—23.05.1997                                                               | -                                                             | -                                                             | ШС, РЭ                                                             | СП                                                                     | СП, СЮ                                                        | -                                                              | -                                                                                      | СП | СП, СЮ | СП                                                            | СУ                                                            | 617                                                           |
| Талды-Курганская область 16.03.1944—06.06.1959 23.12.1967—23.05.1997                                        | -                                                             | -                                                             | ШУ, РЩ                                                             | ТК                                                                     | ТК, ТЛ                                                        | -                                                              | -                                                                                      | ТК | ТК, (ТЛ) | ТН                                                            | ТН                                                            | 618                                                           |
| Тургайская область 23.11.1970—02.06.1988 08.1990—23.05.1997                                                 | -                                                             | -                                                             | -                                                                  | ТГ                                                                     | ТП                                                            | -                                                              | -                                                                                      | ТГ | - | ТП                                                            | -                                                             | 619                                                           |
| Южно-Казахстанская область                                                                                  | -                                                             | КЮ                                                            | ШФ, ШЦ, ЯФ                                                         | ЮК                                                                     | ЮК, ЮН                                                        | [ЮК]                                                           | [ЮК]                                                                                   | ЧМ | ЮК, ЮН, (ЮЦ), (ЮЧ) | -                                                             | -                                                             | 622                                                           |
| Грузинская Советская Социалистическая Республика                                                            | Грузинская Советская Социалистическая Республика              | Грузинская Советская Социалистическая Республика              | Грузинская Советская Социалистическая Республика                   | Грузинская Советская Социалистическая Республика                       | Грузинская Советская Социалистическая Республика              | Грузинская Советская Социалистическая Республика               | Грузинская Советская Социалистическая Республика                                       | Грузинская Советская Социалистическая Республика | Грузинская Советская Социалистическая Республика | Грузинская Советская Социалистическая Республика              | Грузинская Советская Социалистическая Республика              | Грузинская Советская Социалистическая Республика              |
| Общие серии                                                                                                 | ГРУЗИЯ                                                        | ГР…ГФ                                                         | ГИ…ГП, ГФ…ГШ, ГЮ, ПП, ПР                                           | ГР, ГА, ГГ, ГД                                                         | ГР, ГП                                                        | ГК, ГЛ, ГН, ШЦ, ШЭ, ШЮ                                         | [ШЮ]                                                                                   | ГА, ГР, ГГ, (ГД), (ГЕ), (ГЗ) | ГВ, ГГ, ГЖ, ГЗ, ГП, ГР, ГЧ | ГЛ, ГР, ЮЦ                                                    | ГР, ГЛ                                                        | 677                                                           |
| Абхазская АССР                                                                                              | АБХАЗИЯ                                                       | ГА                                                            | -                                                                  | -                                                                      | -                                                             | -                                                              | -                                                                                      | АИ | АИ, (ЗИ) | -                                                             | -                                                             | 694                                                           |
| Аджарская АССР                                                                                              | -                                                             | -                                                             | -                                                                  | -                                                                      | -                                                             | -                                                              | -                                                                                      | (АЯ) | (ЖР) | -                                                             | -                                                             | 695                                                           |
| Юго-Осетинская АО                                                                                           | -                                                             | -                                                             | -                                                                  | -                                                                      | -                                                             | -                                                              | -                                                                                      | ЮО | ЮО | -                                                             | -                                                             | 677 ГССР                                                      |
| Азербайджанская Советская Социалистическая Республика                                                       | Азербайджанская Советская Социалистическая Республика         | Азербайджанская Советская Социалистическая Республика         | Азербайджанская Советская Социалистическая Республика              | Азербайджанская Советская Социалистическая Республика                  | Азербайджанская Советская Социалистическая Республика         | Азербайджанская Советская Социалистическая Республика          | Азербайджанская Советская Социалистическая Республика                                  | Азербайджанская Советская Социалистическая Республика | Азербайджанская Советская Социалистическая Республика | Азербайджанская Советская Социалистическая Республика         | Азербайджанская Советская Социалистическая Республика         | Азербайджанская Советская Социалистическая Республика         |
| Общие серии                                                                                                 | БАКУ                                                          | АЖ, АЗ, АИ, АК                                                | АЛ, АМ, АН, АФ, АХ, ВФ, ИУ                                         | АЗ, АГ, АЖ, АВ                                                         | АЗ, АУ                                                        | -                                                              | -                                                                                      | АГ, АЗ, АЖ | АЗ, АУ, (ЗБ), (ЗВ) | АЧ, АЩ, ФУ                                                    | АУ, ФУ                                                        | 675                                                           |
| Баку | -                                                             | -                                                             | АК, АУ, АЧ, ВХ, ЯЦ                                                 | -                                                                      | -                                                             | -                                                              | -                                                                                      | - | - | -                                                             | -                                                             | -                                                             |
| Нагорно-Карабахская АО                                                                                      | -                                                             | -                                                             | -                                                                  | -                                                                      | -                                                             | -                                                              | -                                                                                      | НК | - | -                                                             | -                                                             | 675 АзССР                                                     |
| Литовская Советская Социалистическая Республика                                                             | Литовская Советская Социалистическая Республика               | Литовская Советская Социалистическая Республика               | Литовская Советская Социалистическая Республика                    | Литовская Советская Социалистическая Республика                        | Литовская Советская Социалистическая Республика               | Литовская Советская Социалистическая Республика                | Литовская Советская Социалистическая Республика                                        | Литовская Советская Социалистическая Республика | Литовская Советская Социалистическая Республика | Литовская Советская Социалистическая Республика               | Литовская Советская Социалистическая Республика               | Литовская Советская Социалистическая Республика               |
| Общие серии                                                                                                 | -                                                             | RL, ЛЛ                                                        | ЛС, ЛТ, ЛУ, ЛЧ, ЛШ, ЛЭ, ЛЩ, ЛЮ, ЛЛ                                 | ЛИ, ЛЛ, ЛК                                                             | ЛИ, ЛТ, ЛЦ, ЛЧ, ЛШ                                            | ЛИ, ЛС, ЛУ, ЛЧ, ЛШ, ТД, ТЕ, ТК, ТЛ, ТС, ТХ                     | -                                                                                      | ЛИ, ЛК, (ЛЛ) | ЛИ, ЛЦ, ЛЧ, ЛШ | ЛД, ЛЕ, ЛЖ, ЛТ, ЛХ, ЛЦ                                        | ЛИ                                                            | 679, 690, 691                                                 |
| Молдавская Советская Социалистическая Республика                                                            | Молдавская Советская Социалистическая Республика              | Молдавская Советская Социалистическая Республика              | Молдавская Советская Социалистическая Республика                   | Молдавская Советская Социалистическая Республика                       | Молдавская Советская Социалистическая Республика              | Молдавская Советская Социалистическая Республика               | Молдавская Советская Социалистическая Республика                                       | Молдавская Советская Социалистическая Республика | Молдавская Советская Социалистическая Республика | Молдавская Советская Социалистическая Республика              | Молдавская Советская Социалистическая Республика              | Молдавская Советская Социалистическая Республика              |
| Общие серии                                                                                                 | -                                                             | ?                                                             | МШ, МЭ, РЛ, РМ, РН                                                 | МД, МВ                                                                 | МД, МЕ, МЭ, МЩ                                                | МД, МЖ, МС, МШ, МЭ, РН                                         | -                                                                                      | МВ, МД | МД, МЕ, МЭ, ЖА, ЖБ, (ЖЗ) | МП, МХ, МЭ, РН, ЛЧ, МШ, МЯ                                    | МШ                                                            | 680                                                           |
| Приднестровская Молдавская ССР                                                                              | -                                                             | -                                                             | -                                                                  | -                                                                      | -                                                             | -                                                              | -                                                                                      | МП | ПБ | -                                                             | -                                                             | 680 МССР                                                      |
| Латвийская Советская Социалистическая Республика                                                            | Латвийская Советская Социалистическая Республика              | Латвийская Советская Социалистическая Республика              | Латвийская Советская Социалистическая Республика                   | Латвийская Советская Социалистическая Республика                       | Латвийская Советская Социалистическая Республика              | Латвийская Советская Социалистическая Республика               | Латвийская Советская Социалистическая Республика                                       | Латвийская Советская Социалистическая Республика | Латвийская Советская Социалистическая Республика | Латвийская Советская Социалистическая Республика              | Латвийская Советская Социалистическая Республика              | Латвийская Советская Социалистическая Республика              |
| Общие серии                                                                                                 | -                                                             | RL, ЛР, ЛЦ, МЖ, МЗ                                            | ЛО, ЛП, ЛЦ, ЛМ, ЛФ, ЛХ, ЛР, ЛЯ, ОГ                                 | ЛА, ЛТ                                                                 | ЛА, ЛК, ЛЛ, ЛМ                                                | ЛЕ, ЛЖ, ЛН, ЛО, ЛП, ЛР, ЛФ, ЛЯ                                 | -                                                                                      | ЛТ, ЛА | ЛА, ЛК, ЛЛ, ЛМ, (ША), (ШБ) | ЗЗ, ЛК, ЛЯ, ЮЛ, ЛН                                            | ЛК, ЛФ, ЮЛ                                                    | 678                                                           |
| Киргизская Советская Социалистическая Республика                                                            | Киргизская Советская Социалистическая Республика              | Киргизская Советская Социалистическая Республика              | Киргизская Советская Социалистическая Республика                   | Киргизская Советская Социалистическая Республика                       | Киргизская Советская Социалистическая Республика              | Киргизская Советская Социалистическая Республика               | Киргизская Советская Социалистическая Республика                                       | Киргизская Советская Социалистическая Республика | Киргизская Советская Социалистическая Республика | Киргизская Советская Социалистическая Республика              | Киргизская Советская Социалистическая Республика              | Киргизская Советская Социалистическая Республика              |
| Общие серии                                                                                                 | -                                                             | РК, РЛ                                                        | -                                                                  | -                                                                      | -                                                             | -                                                              | -                                                                                      | - | - | -                                                             | -                                                             | -                                                             |
| Бишкек С 05.02.1991                                                                                         | -                                                             | -                                                             | -                                                                  | -                                                                      | -                                                             | -                                                              | -                                                                                      | БИ | - | -                                                             | -                                                             | 623                                                           |
| Джалал-Абадская область                                                                                     | -                                                             | -                                                             | ЦА                                                                 | -                                                                      | -                                                             | -                                                              | -                                                                                      | ЖА | ЖЛ | -                                                             | -                                                             | 692                                                           |
| Иссык-Кульская область                                                                                      | -                                                             | -                                                             | ЦБ                                                                 | ИК                                                                     | ИК, ИС                                                        | -                                                              | -                                                                                      | ИК | ИК | -                                                             | -                                                             | 624                                                           |
| Нарынская область                                                                                           | -                                                             | -                                                             | ЦЕ                                                                 | ТЯ, НР                                                                 | ТЯ, НР                                                        | -                                                              | -                                                                                      | НР | НФ | -                                                             | -                                                             | 625                                                           |
| Ошская область                                                                                              | -                                                             | -                                                             | ЦВ, ЦГ                                                             | ОШ                                                                     | ОШ                                                            | ЦГ                                                             | -                                                                                      | ОШ | ОШ, (ШК), (ШС) | -                                                             | -                                                             | 626                                                           |
| Таласская область                                                                                           | -                                                             | -                                                             | ЦД                                                                 | -                                                                      | -                                                             | -                                                              | -                                                                                      | ТФ | ФБ | -                                                             | -                                                             | 682                                                           |
| Фрунзе и районы респ. подчинения 27.01.1959—14.12.1990                                                      | -                                                             | -                                                             | -                                                                  | ТЯ, ФИ                                                                 | ТЯ, ФЗ, ФИ                                                    | -                                                              | УЖ                                                                                     | ФИ | ФИ, ФЗ, ФП, ТЯ | ТШ, УЖ, ФЗ, ФО                                                | ЦВ                                                            | 623                                                           |
| Чуйская (Фрунзенская) область 21.11.1939—27.01.1959 С 14.12.1990                                            | -                                                             | -                                                             | ЦЖ, ЦЗ, ЦИ                                                         | -                                                                      | -                                                             | -                                                              | -                                                                                      | ЧС | ЧД, (ЧЮ) | -                                                             | -                                                             | 693                                                           |
| Таджикская Советская Социалистическая Республика                                                            | Таджикская Советская Социалистическая Республика              | Таджикская Советская Социалистическая Республика              | Таджикская Советская Социалистическая Республика                   | Таджикская Советская Социалистическая Республика                       | Таджикская Советская Социалистическая Республика              | Таджикская Советская Социалистическая Республика               | Таджикская Советская Социалистическая Республика                                       | Таджикская Советская Социалистическая Республика | Таджикская Советская Социалистическая Республика | Таджикская Советская Социалистическая Республика              | Таджикская Советская Социалистическая Республика              | Таджикская Советская Социалистическая Республика              |
| Общие серии                                                                                                 | [ТАДЖ-СТАН]                                                   | ТД, ТЕ                                                        | -                                                                  | -                                                                      | -                                                             | -                                                              | -                                                                                      | - | - | -                                                             | -                                                             | -                                                             |
| Гармская область 27.10.1939—24.08.1955                                                                      | -                                                             | -                                                             | ЖА                                                                 | -                                                                      | -                                                             | -                                                              | -                                                                                      | - | - | -                                                             | -                                                             | -                                                             |
| Горно-Бадахшанская АО                                                                                       | -                                                             | -                                                             | ЖБ                                                                 | ГБ                                                                     | ГБ, ГД                                                        | -                                                              | -                                                                                      | ГБ | ГБ, ГД | -                                                             | -                                                             | 630                                                           |
| Душанбе и районы респ. подчинения                                                                           | -                                                             | -                                                             | ЖЗ (Душанбе); ЖИ, ЖК (районы)                                      | СБ, ДБ                                                                 | ЖА, СБ                                                        | -                                                              | -                                                                                      | ДБ | ДБ, ДУ | -                                                             | -                                                             | 627                                                           |
| Кулябская область 27.10.1939—24.08.1955 29.12.1973—09.1988                                                  | -                                                             | -                                                             | ЖВ                                                                 | КЮ                                                                     | ЖЖ                                                            | -                                                              | -                                                                                      | КЮ | ЖЖ | -                                                             | -                                                             | 628                                                           |
| Курган-Тюбинская область 07.01.1944—23.01.1947 29.12.1973—09.1988                                           | -                                                             | -                                                             | ЖГ                                                                 | ТД                                                                     | ЖЕ                                                            | -                                                              | -                                                                                      | ТД | ЖЕ | -                                                             | ТФ                                                            | 683                                                           |
| Ленинабадская область                                                                                       | -                                                             | -                                                             | ЖД, ЖЕ                                                             | ЛБ                                                                     | ЛБ, ЛХ                                                        | -                                                              | -                                                                                      | ЛБ | ЛХ, (ЛБ) | ЛТ                                                            | -                                                             | 629                                                           |
| Сталинабадская область 27.10.1939—10.04.1951                                                                | -                                                             | -                                                             | ЖЖ, ЖЗ                                                             | -                                                                      | -                                                             | -                                                              | -                                                                                      | - | - | -                                                             | -                                                             | -                                                             |
| Хатлонская область С сентября 1988 года                                                                     | -                                                             | -                                                             | -                                                                  | -                                                                      | -                                                             | -                                                              | -                                                                                      | ХТ | - | -                                                             | -                                                             | 628 или 683                                                   |
| Армянская Советская Социалистическая Республика                                                             | Армянская Советская Социалистическая Республика               | Армянская Советская Социалистическая Республика               | Армянская Советская Социалистическая Республика                    | Армянская Советская Социалистическая Республика                        | Армянская Советская Социалистическая Республика               | Армянская Советская Социалистическая Республика                | Армянская Советская Социалистическая Республика                                        | Армянская Советская Социалистическая Республика | Армянская Советская Социалистическая Республика | Армянская Советская Социалистическая Республика               | Армянская Советская Социалистическая Республика               | Армянская Советская Социалистическая Республика               |
| Общие серии                                                                                                 | АРМЕНИЯ                                                       | АР, АФ                                                        | АО, АП, АР, АШ, ДЯ, ПШ                                             | АР, АД                                                                 | АП, АР                                                        | АР, АТ                                                         | -                                                                                      | АД, АР | АП, АР, (ЯЭ), (ЯЮ) | -                                                             | -                                                             | 676                                                           |
| Туркменская Советская Социалистическая Республика                                                           | Туркменская Советская Социалистическая Республика             | Туркменская Советская Социалистическая Республика             | Туркменская Советская Социалистическая Республика                  | Туркменская Советская Социалистическая Республика                      | Туркменская Советская Социалистическая Республика             | Туркменская Советская Социалистическая Республика              | Туркменская Советская Социалистическая Республика                                      | Туркменская Советская Социалистическая Республика | Туркменская Советская Социалистическая Республика | Туркменская Советская Социалистическая Республика             | Туркменская Советская Социалистическая Республика             |                                                               |
| Общие серии                                                                                                 | ТУРК-СТАН                                                     | ТР, ПЛ                                                        | -                                                                  | -                                                                      | -                                                             | -                                                              | -                                                                                      | - | - | -                                                             | -                                                             | -                                                             |
| Районы респ. подчинения ТССР 25.05.1959—27.12.1973                                                          | -                                                             | -                                                             | -                                                                  | ТР                                                                     | ТР                                                            | ЖК                                                             | -                                                                                      | - | - | -                                                             | -                                                             | -                                                             |
| Ашхабадская область                                                                                         | -                                                             | -                                                             | ЗА, ЗБ, ЗВ                                                         | АШ                                                                     | АШ                                                            | -                                                              | -                                                                                      | АШ | АШ | -                                                             | -                                                             | 631                                                           |
| Красноводская (Балканская) область                                                                          | -                                                             | -                                                             | ЗГ                                                                 | НТ                                                                     | НТ                                                            | -                                                              | -                                                                                      | НТ, БЛ | БЛ | -                                                             | -                                                             | 632, 698                                                      |
| Марыйская область                                                                                           | -                                                             | -                                                             | ЗД                                                                 | МХ                                                                     | МЦ, ТС                                                        | -                                                              | -                                                                                      | МХ | - | -                                                             | -                                                             | 633                                                           |
| Ташаузская область                                                                                          | -                                                             | -                                                             | ЗЕ                                                                 | ТЗ                                                                     | ТЗ                                                            | -                                                              | -                                                                                      | ТЗ | ТЗ | -                                                             | -                                                             | 634                                                           |
| Чарджоуская область                                                                                         | -                                                             | -                                                             | ЗЖ                                                                 | ЧР                                                                     | ЧР                                                            | -                                                              | -                                                                                      | ЧР | ЧР | -                                                             | -                                                             | 635                                                           |
| Эстонская Советская Социалистическая Республика                                                             | Эстонская Советская Социалистическая Республика               | Эстонская Советская Социалистическая Республика               | Эстонская Советская Социалистическая Республика                    | Эстонская Советская Социалистическая Республика                        | Эстонская Советская Социалистическая Республика               | Эстонская Советская Социалистическая Республика                | Эстонская Советская Социалистическая Республика                                        | Эстонская Советская Социалистическая Республика | Эстонская Советская Социалистическая Республика | Эстонская Советская Социалистическая Республика               | Эстонская Советская Социалистическая Республика               | Эстонская Советская Социалистическая Республика               |
| Общие серии                                                                                                 | -                                                             | ER, ЭТ                                                        | РР, РС, РТ, РУ, РФ, РХ                                             | ЭС, ЕА                                                                 | ЭС, ЭТ, ЕА, ЕЕ, ЕН                                            | ЭЯ, ЕА, ЕВ, ЕЕ, ЕС, ЕТ, ЕХ, ЭК, ОВ                             | ЕВ, ЕК, ЭА, [ЭК], ЭН                                                                   | ЕА, ЭСТ | ЕА, ЭС, ЭР, ЭТ, ЭУ, (ЭО) | ЕЕ, ЕМ, ЕН, ЕО, ЕС, ЕТ, ЕХ, ЭК, ЭР                            | ЕР, ЭЯ                                                        | 681                                                           |
| Прочие общесоюзные и общереспубликанские серии                                                              | Прочие общесоюзные и общереспубликанские серии                | Прочие общесоюзные и общереспубликанские серии                | Прочие общесоюзные и общереспубликанские серии                     | Прочие общесоюзные и общереспубликанские серии                         | Прочие общесоюзные и общереспубликанские серии                | Прочие общесоюзные и общереспубликанские серии                 | Прочие общесоюзные и общереспубликанские серии                                         | Прочие общесоюзные и общереспубликанские серии | Прочие общесоюзные и общереспубликанские серии | Прочие общесоюзные и общереспубликанские серии                | Прочие общесоюзные и общереспубликанские серии                |                                                               |
| Ведомственные тракторные серии                                                                              | -                                                             | -                                                             | -                                                                  | -                                                                      | -                                                             | ДБ…ДЯ, ЗИ…ЗЯ, ЩА…ЩЯ, ЭА…ЭИ, ЭЛ…ЭЮ, ЮА…ЮИ, ЮЛ…ЮЯ, ЯБ, ЯВ, ЯД…ЯЯ | ДБ, ДИ, ДЛ, ДО, ДП, ДР, ДФ, ДХ, ДЧ, ЩФ, ЩЦ, ЭР, ЭШ, ЭЭ, ЭЮ, ЮС, ЮТ, ЮЧ, ЮШ, ЯЖ, ЯН, ЯЯ | - | - | ДЯ, ЗИ, ЗН, [ФИ]                                              | ДЯ                                                            |                                                               |
| Выездные серии                                                                                              | -                                                             | -                                                             | -                                                                  | АА, АВ, АЕ, АО, ВЕ, ВМ, ВР, ВС, ЕЕ, НН, ОО, ОТ, РА, РР, РТ, СР, СС, ТС | ВК, ВХ, ЕМ, ЕТ, РЕ, РО, РР                                    | -                                                              | -                                                                                      | АА, АВ, АЕ, АО, ВЕ, ВМ, ВР, ВС, ЕВ, ЕЕ, ЕК, ЕМ, ЕН, ЕО, ЕР, ЕС, ЕТ, ЕХ, НЕ, НК, НМ, НН, НХ, ОА, (ОВ), (ОЕ), ОК, ОН, ОО, ОС, ОТ, ОХ, РА, (РЕ), РР, РТ, (ТР), ТС, ТХ, (ХВ), ХН, (ХР), ХС, (ХХ) | АВ, АЕ, ВА, ВС, ВХ, ЕЕ, ЕМ, ЕН, ЕО, ЕР, ЕС, ЕТ, ЕХ, НВ, НЕ, НМ, НН, НР, НТ, НХ, ОМ, ОО, ОС, ОТ, ОХ, РЕ, РК, РМ, (РО), (РР), РТ, РХ, (СР), ТВ, ТК, ТМ, ТР, ТС, ХВ, ХЕ, ХО, ХР, ХТ, ХХ | -                                                             | -                                                             |                                                               |
| Прочие серии                                                                                                | -                                                             | -                                                             | ЖМ — серия, выдававшаяся международным корреспондентам             | ТУР — серия транспорта, выдаваемого в прокат интуристам                | -                                                             | -                                                              | -                                                                                      | ОЛМ — спецсерия транспорта для обслуживания Олимпиады-80, ТИТ — всесоюзная транзитная серия                                                                                                  | - | -                                                             | -                                                             |                                                               |
| Неопознанные серии                                                                                          | Неопознанные серии                                            | Неопознанные серии                                            | Неопознанные серии                                                 | Неопознанные серии                                                     | Неопознанные серии                                            | Неопознанные серии                                             | Неопознанные серии                                                                     | Неопознанные серии | Неопознанные серии | Неопознанные серии                                            | Неопознанные серии                                            |                                                               |
| - | -                                                             | АА, КФ, ТГ, ЦО, ШК                                            | -                                                                  | -                                                                      | -                                                             | ЖХ, ПШ                                                         | УЮ, ЭЯ                                                                                 | - | - | ХШ, ХЩ                                                        | АЦ, БФ                                                        |                                                               |
| --- | ------------------------------------------------------------- | ------------------------------------------------------------- | ------------------------------------------------------------------ | ---------------------------------------------------------------------- | ------------------------------------------------------------- | -------------------------------------------------------------- | -------------------------------------------------------------------------------------- | --- | --- | ------------------------------------------------------------- | ------------------------------------------------------------- | ------------------------------------------------------------- |
| Примечания: 1. 2. 3. 4. 5. 6. 7. 8. 9. 10. 11. 12. 13. 14. 15. 16. 17. 18. 19. 20.                          |                                                               |                                                               |                                                                    |                                                                        |                                                               |                                                                |                                                                                        | | |                                                               |                                                               |                                                               |

### Военный транспорт
Военная техника в СССР регистрировалась не по региону нахождения, а по принадлежности к частям и соединениям Вооружённых сил СССР, поэтому буквосочетания на номерных знаках ВС не совпадали с гражданскими. Некоторые коды были приписаны сразу к нескольким войсковым частям, в зависимости от того, с какими первыми двумя цифрами номера они сочетались; и наоборот, разные полки одной и той же дивизии, даже дислоцируясь в одном и том же военном городке, часто имели разные буквенные серии номеров с целью запутывания вероятного противника. Данную практику унаследовала современная российская система регистрации военной техники, где код региона на военных номерных знаках не совпадает с гражданскими кодами.
| АА | Группа советских войск в Германии                                                                                 |
| АГ | Мурманск, Северная группа войск                                                                                   |
| АД | КазССР, Семипалатинский полигон; Восточно-Казахстанская обл., пограничные войска                                  |
| АЕ | Астрахань |
| АИ | Новосибирское высшее военное командное училище                                                                    |
| АК | Сибирский военный округ, Красноярск                                                                               |
| АР | Войска связи, Московская обл., Домодедовский район                                                                |
| АТ | Иркутская обл. |
| АУ | Стройбат, Западная Лица, Мурманская область                                                                       |
| АЧ | Прикарпатский военный округ, Новосибирское высшее военное командное училище                                       |
| АЭ | Московская обл., Монино                                                                                           |
| ББ | Военно-транспортная авиация, Джанкой                                                                              |
| БВ | Калининградская обл., полк 1-й мсд                                                                                |
| БИ | Группа советских войск в Германии                                                                                 |
| БЛ | Архангельск |
| БН | Москва |
| БО | Наушки |
| БП | Керчь, в/ч 12130-А, позже в/ч 21610-А                                                                             |
| БР | Уфа, Ульяновское ВВТУ имени Б. Хмельницкого                                                                       |
| БШ | Московская обл.; Курск, в/ч 32406; Калининградская обл., полк 1-й мсд                                             |
| БЮ | 107-й ОДПЛ Рижской БРС Балтийского флота, ССК 12-го ГУМО                                                          |
| ВБ | Калининская обл.                                                                                                  |
| ВВ | Стройбат (всесоюзный); Московская обл., Щёлково-7; Архангельск; ГСВГ                                              |
| ВД | ВПЧ России |
| ВЕ | Луга, Ленинградская обл.; Архангельск                                                                             |
| ВЗ | Курская обл., аэродром Гисар под Душанбе                                                                          |
| ВИ | Днепропетровская обл.                                                                                             |
| ВК | Свердловск, ГСВГ                                                                                                  |
| ВО | Завод «Красная Звезда» (авторемзавод), г. Лейпциг, ГСВГ                                                           |
| ВР | ВВС, Мурманск |
| ВС | Сибирский военный округ, Красноярск; Душанбе                                                                      |
| ВФ | 172-й Центральный авторемзавод, 12-е ГУМО                                                                         |
| ГА | 106 вдд, Тула, Рязань, Ефремов                                                                                    |
| ГБ | стройбат связь, Московская обл., Щёлково-7                                                                        |
| ГД | Москва |
| ГЖ | Шостка, Сумская обл.                                                                                              |
| ГК | ГВВСКУ, Горьковский гарнизон МВО, Тамбовская обл., Рязанский ВАИ                                                  |
| ГМ | Челябинская обл.                                                                                                  |
| ГН | Челябинская обл.                                                                                                  |
| ГР | ПВО, Краснодарский край                                                                                           |
| ГТ | Федотово, 70-е |
| ГЦ | Ивано-Франковск                                                                                                   |
| ДА | ДОСААФ, Минск |
| ДГ | Иркутск, Забайкальский военный округ                                                                              |
| ДД | ДОСААФ (всесоюзный); Архангельск, учебные машины: Ленинград, учебные грузовые машины                              |
| ДЗ | ДОСААФ (всесоюзный)                                                                                               |
| ДЛ | Тбилиси |
| ДН | Войска противовоздушной обороны, Литва, Ионава                                                                    |
| ДП | Астрахань |
| ДУ | ДОСААФ, Свердловская обл.                                                                                         |
| ДЦ | Керчь, в/ч 12130-В, позже в/ч 21610-В                                                                             |
| ДЧ | Квартирно-эксплуатационная часть тылового обеспечения                                                             |
| ДЩ | ДОСААФ |
| ЕА | стройбат (всесоюзный)                                                                                             |
| ЕА | Тамбовская обл.                                                                                                   |
| ЕЕ | Горьковский гарнизон МВО                                                                                          |
| ЕН | 103-я вдд, Витебск, Боровуха, Горьковский гарнизон МВО                                                            |
| ЕО | Рязанский ВАИ |
| ЕР | Горьковский гарнизон МВО                                                                                          |
| ЕЮ | Калининградская обл., рембатальон 1-й мсд                                                                         |
| ЖА | ГСВГ, ВДВ |
| ЖВ | СГВ, 1970 |
| ЖК | Балтийский Флот, Минск                                                                                            |
| ЖМ | Луга, Ленинградская обл.                                                                                          |
| ЖР | Группировка советских войск в Германии                                                                            |
| ЖФ | Ленинградская обл, Одесский военный округ                                                                         |
| ЖХ | Минск |
| ЗД | 103 вдд, Витебск, Боровуха                                                                                        |
| ЗН | Черноморский флот                                                                                                 |
| ЗР | Житомир |
| ИБ | Архангельск |
| ИВ | ВАИ |
| ИК | Московская обл., АВАТУ Ачинск                                                                                     |
| ИС | ГДО, Архангельск                                                                                                  |
| ИХ | Одесса |
| ИЦ | Московская обл., Монино                                                                                           |
| ИЮ | Московская обл., Вологда                                                                                          |
| КА | Ленинградская обл.; Калининград, штаб 11-й армии, ВДВ, Ош, Сибирь                                                 |
| КГ | Бакинское Высшее общевойсковое командное училище                                                                  |
| КУ | Мелитополь |
| КЦ | Ивано-Франковск                                                                                                   |
| КЧ | Астрахань |
| КЮ | 104 вдд, Кировабад (Гянджа), Шамхор, Ульяновск                                                                    |
| ЛБ | Владимирская обл., Костерев, военное лесничество, Свердловск                                                      |
| ЛВ | Гомельская обл.                                                                                                   |
| ЛГ | Астрахань |
| ЛЖ | Винница |
| ЛМ | Кронштадт, Ленинградская область                                                                                  |
| ЛО | Горьковская область                                                                                               |
| ЛЮ | Минск |
| МА | Камчатская обл., Елизово                                                                                          |
| МЖ | Москва, 70-е |
| МИ | Оренбург; Свердловск                                                                                              |
| МЛ | ГСВГ |
| ММ | Северная группа войск                                                                                             |
| МО | ПВ, Амурская обл.                                                                                                 |
| МП | ВДВ |
| МС | ВДВ |
| МФ | Волгоград |
| МЦ | Кемерово |
| НБ | Тамбовская обл.                                                                                                   |
| НН | Войска связи, Московская обл., Домодедовский район                                                                |
| НО | 104 вдд, Кировабад (Гянджа), Шамхор, Ульяновск                                                                    |
| ОГ | Горвоенкомат города Бугульма                                                                                      |
| ОЕ | ВДВ; военная автоинспекция                                                                                        |
| ОУ | ВДВ, Краматорск                                                                                                   |
| ОХ | ВДВ, Краматорск                                                                                                   |
| ОЯ | Приморский край                                                                                                   |
| ПВ | Свердловск |
| ПК | прицеп |
| ПЧ | Рязанский ВАИ |
| ПЫ | Московская обл.                                                                                                   |
| РИ | Пермский край |
| РМ | Сахалин, также Керчь, в/ч 12130-И, позже в/ч 21610-И (отдельный инженерно-сапёрный батальон, РМ = разминирование) |
| РТ | Военный санаторий, Приозерск, Ленинградская обл.                                                                  |
| РУ | погранвойска, Мурманская обл.                                                                                     |
| РХ | ГВВСКУ, Московская обл., Военно-воздушные силы                                                                    |
| РЦ | Псковская обл. |
| СА | батальон связи ВДВ, Московская обл. Медвежьи озёра                                                                |
| СГ | ГВВСКУ |
| СП | Курск, вч 42699, ВАИ ККВО Киев                                                                                    |
| СР | 7ВДД, ЛитССР |
| СС | Погранвойска |
| СТ | Прикарпатский ВО                                                                                                  |
| СЭ | Прикарпатский ВО                                                                                                  |
| ТГ | Новосибирск |
| ТЕ | Сахалин |
| ТЖ | Уральский военный округ (ныне Приволжско-Уральский ВО)                                                            |
| ТИ | Группировка советских войск в Германии                                                                            |
| ТН | Горвоенкомат города Новокузнецк; Рязанский ВАИ                                                                    |
| ТО | Группировка советских войск в Германии                                                                            |
| ТР | Тамбовская обл.                                                                                                   |
| ТС | Усть-Каменогорск, КазССР                                                                                          |
| ТФ | ВДВ, 7 вдд, ЛитССР; Кемерово                                                                                      |
| ТХ | Архангельск, Барановичи                                                                                           |
| ТЧ | связь, Калининская обл.                                                                                           |
| ТШ | Архангельск |
| ТЯ | Московская обл., Монино                                                                                           |
| УВ | 06-71, 06-72 ГВВСКУ                                                                                               |
| УБ | Алма-Ата |
| УД | Оренбургская обл.                                                                                                 |
| УЖ | 38-42уж в/ч 45123, ВВС                                                                                            |
| УЛ | Северная группа войск, Вроцлав                                                                                    |
| УН | 24 ВА Черляны |
| УП | Приморский край, Черниговка, 362 ОРАП                                                                             |
| УФ | Ульяновское ВВУ связи                                                                                             |
| УХ | Прибалтика |
| ФК | ВДВ |
| ФО | Наушки |
| ФР | ВКС (войска космической связи)                                                                                    |
| ФС | 7 вдд, ЛитССР |
| ХГ, ХН, ХС | 6-й арсенал ВМФ в/ч 09919 п. Бурмакино Ярославская обл.                                                           |
| ХМ | ВДВ |
| ХР | Пограничные войска КГБ СССР, учебки в Ярославской обл., Голицино, Москве                                          |
| ХЭ | Тамбовская обл.                                                                                                   |
| ЦБ | Горьковское высшее военное училище тыла                                                                           |
| ЦЕ | Фергана, 194-й гвардейский военно-транспортный авиационный полк                                                   |
| ЦО | Группа советских войск в Германии                                                                                 |
| ЦТ | ВДВ |
| ЦЭ | Московская обл., Монино                                                                                           |
| ЧБ | Группировка советских войск в Германии                                                                            |
| ЧД | Береговая база Военно-морского флота в ГДР, город Зассниц (остров Рюген), ГСВГ                                    |
| ЧЖ | Тамбовская обл.                                                                                                   |
| ЧК | Военно-транспортная авиация, Крымская обл., Джанкой                                                               |
| ЧН | Калининградская обл., 1-я мсд                                                                                     |
| ЧШ | ЛенВО |
| ШГ | КазССР, Семипалатинская обл.                                                                                      |
| ШК | Алма-Ата |
| ШЮ | 103 вдд, Витебск, Боровуха                                                                                        |
| ЭА | 98 вдд, Болград, Одесская обл., Кишинев, Молдавская ССР                                                           |
| ЭГ | ВВС, Курск |
| ЭЖ | Военный инженерный Краснознаменный институт им. Можайского                                                        |
| ЭИ | Группа советских войск в Германии                                                                                 |
| ЭП | Чита |
| ЭР | ВВС, Курск |
| ЭШ | Московская обл., Монино, также 1199-й реактивный артиллерийский полк, Барановичи, Брестская обл. (31-** эш)       |
| ЮН | Усть-Каменогорск, КазССР                                                                                          |
| ЮР | Байконур, 14ВА ВВС Львов                                                                                          |
| ЮУ | Астрахань; Владивосток                                                                                            |
| ЯГ | Прикарпатский ВО, строительная техника                                                                            |
| ЯК | Бригада химических войск, Курск, в/ч 11262                                                                        |
| ЯП | ДОСААФ, Минск |
| ЯР | Архангельск |
| ЯФ | Вологодская область                                                                                               |
| ЯХ | Курск, авиабаза; 98ВДД, Одесская обл., Болград                                                                    |
| Существовавшие, но территориально неподтверждённые коды: АФ, БГ, БД, БК, БЯ, ВГ, ВП, ВЦ, ДБ, ДВ, ДЕ, ДЖ, ДЭ, ЕГ, ЕУ, ЖД, ЖО, ЖТ, ЖЦ, ЖЩ, ЗФ, ИА, ИЛ, ИМ, ИО, ИУ, КЕ, КИ, ЛЦ, МГ, МУ, МЧ, НА, НЖ, НМ, ОА, ОБ, ОП, ОР, ОФ, ПШ, РД, РЛ, РН, СЖ, ТД, УГ, УИ, УК, УС, ФД, ФМ, ЧЕ, ЧТ, ЩГ, ЮЖ, ЮИ, ЮМ, ЮФ, ЯЛ, ЯЮ. | |
| Примечания: 1. 2. | |

### Дипломатический транспорт
Российская Федерация унаследовала советскую кодификацию дипломатических представительств практически без изменений. С момента введения дипломатических номеров их кодификация не менялась, лишь в 1980 году был добавлен третий знак. В таблице приведены различия между советской кодировкой и современной российской в диапазоне 001—130, остальные коды остались без изменений.
| Код | Значение в СССР                                                            | Значение в РФ      |
| --- | -------------------------------------------------------------------------- | ------------------ |
| 002 | До 1980 года — ФРГ 1980—1990 — Не использовался После 1990 года — Германия | Германия           |
| 059 | Сирия                                                                      | Не используется    |
| 085 | ГДР (1980—1990)                                                            | Не используется    |
| 092 | Чехословакия                                                               | Не используется    |
| 093 | Югославия                                                                  | Сербия             |
| 103 | Гренада                                                                    | ЦАР                |
| 105 | ЙАР                                                                        | Йемен              |
| 106 | НДРЙ                                                                       | Не используется    |
| 111 | СЭВ                                                                        | Мальтийский орден  |
| 114 | ФРГ (1980—1990)                                                            | Не используется    |
| 119 | Африканский национальный конгресс                                          | Не используется    |
| 122 | Лига арабских государств                                                   | Не используется    |
| 123 | Лихтенштейн                                                                | Не используется    |
| 126 | ЮНЕСКО                                                                     | Панама             |
| 128 | Европейское экономическое сообщество                                       | Северная Македония |
| 130 | Прочие международные организации                                           | Не используется    |

## Современность
После распада СССР каждое из новообразованных государств разработало свой формат автомобильных номеров; где-то формат впоследствии менялся, где-то остался без значительных изменений. В таблицах приведены примеры форматов общегражданских автомобильные номеров в странах постсоветского пространства, актуальные на июнь 2024 года. Для большей информации об истории номеров стран-бывших советских республик и о применяемых типах см. соответствующие статьи.

### Бывшие республики европейской части СССР и Закавказья
|                                                      |                                                 |                                                |                                                |                                                  |                                                 |                                                  |                                                 |                                                |                                               |
| Автомобильный номер Азербайджана, формат с 2011 года | Автомобильный номер Армении, формат с 2014 года | Автомобильный номер Грузии, формат с 2014 года | Автомобильный номер России, формат с 1993 года | Автомобильный номер Беларуси, формат с 2004 года | Автомобильный номер Украины, формат с 2015 года | Автомобильный номер Молдавии, формат с 2015 года | Автомобильный номер Эстонии, формат с 2004 года | Автомобильный номер Латвии, формат с 2004 года | Автомобильный номер Литвы, формат с 2023 года |

### Бывшие республики азиатской части СССР
|                                                    |                                                   |                                                     |                                                       |                                                      |
| Автомобильный номер Казахстана, формат с 2012 года | Автомобильный номер Узбекистана, формат 2008 года | Автомобильный номер Кыргызстана, формат с 2016 года | Автомобильный номер Туркменистана, формат с 2009 года | Автомобильный номер Таджикистана, формат с 2014 года |

### Частично признанные и непризнанные республики бывшего СССР
|                                                 |                                                      |                                                                                        |                                                                            |                                                                             |
| Автомобильный номер Абхазии, формат с 2006 года | Автомобильный номер Южной Осетии, формат с 2006 года | Автомобильный номер Приднестровской Молдавской Республики, формат с конца 1990-х годов | Автомобильный номер Донецкой Народной Республики, формат в 2015—2022 годах | Автомобильный номер Луганской Народной Республики, формат в 2016—2022 годах |

В бывшей непризнанной Нагорно-Карабахской республике до 2023 года использовались номерные знаки Армении.